# Arquitetura barroca na Europa Central

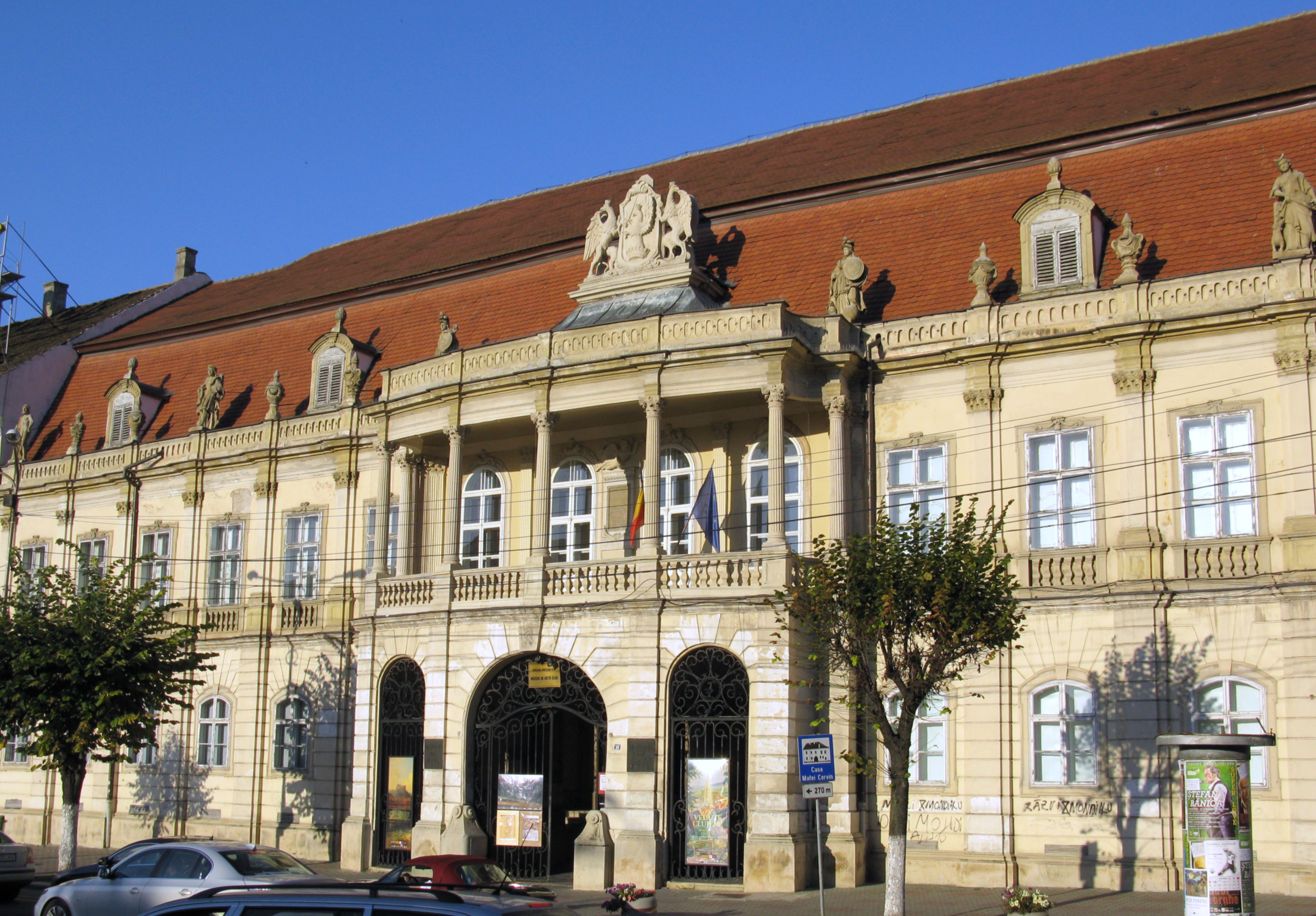
Palácio Bánffy em Cluj-Napoca, Transilvania

A arquitectura do Barroco na Europa Central, também barroco alemão, são denominações historiográficas para a arquitectura do Barroco no espaço de Europa Central, que na época (século XVII e a primeira metade do século XVII ) coincidia em grande parte com o Sacro Império Romano Germânico e as posses dos Habsburgo. Por comparação com a arquitectura barroca italiana, o seu início foi mais tardio, principalmente devido à guerra dos Trinta Anos (1618-1648)

## Primitivo
O barroco primitivo na europa central é dominado pela influência de arquitetos italianos, e tinha pouco contacto com o da Itália tendo assim uma certa persistência do período Gótico. Alguns arquitetos de inícios do século XVII , como Elias Holl (1573–1646), de Augsburgo, e alguns tratadistas como Joseph Furttenbach o Velho, podem já ser considerados barrocos. Desde a Paz de Westfalia a construção voltou à atividade, tanto em obras religiosas como civis. Inicialmente dominou a actividade dos mestres de obras do Sul da Suíça e Norte de Itália (chamados magistri Grigioni) e os lombardos (particularmente a família Carlone)

## Barroco austríaco

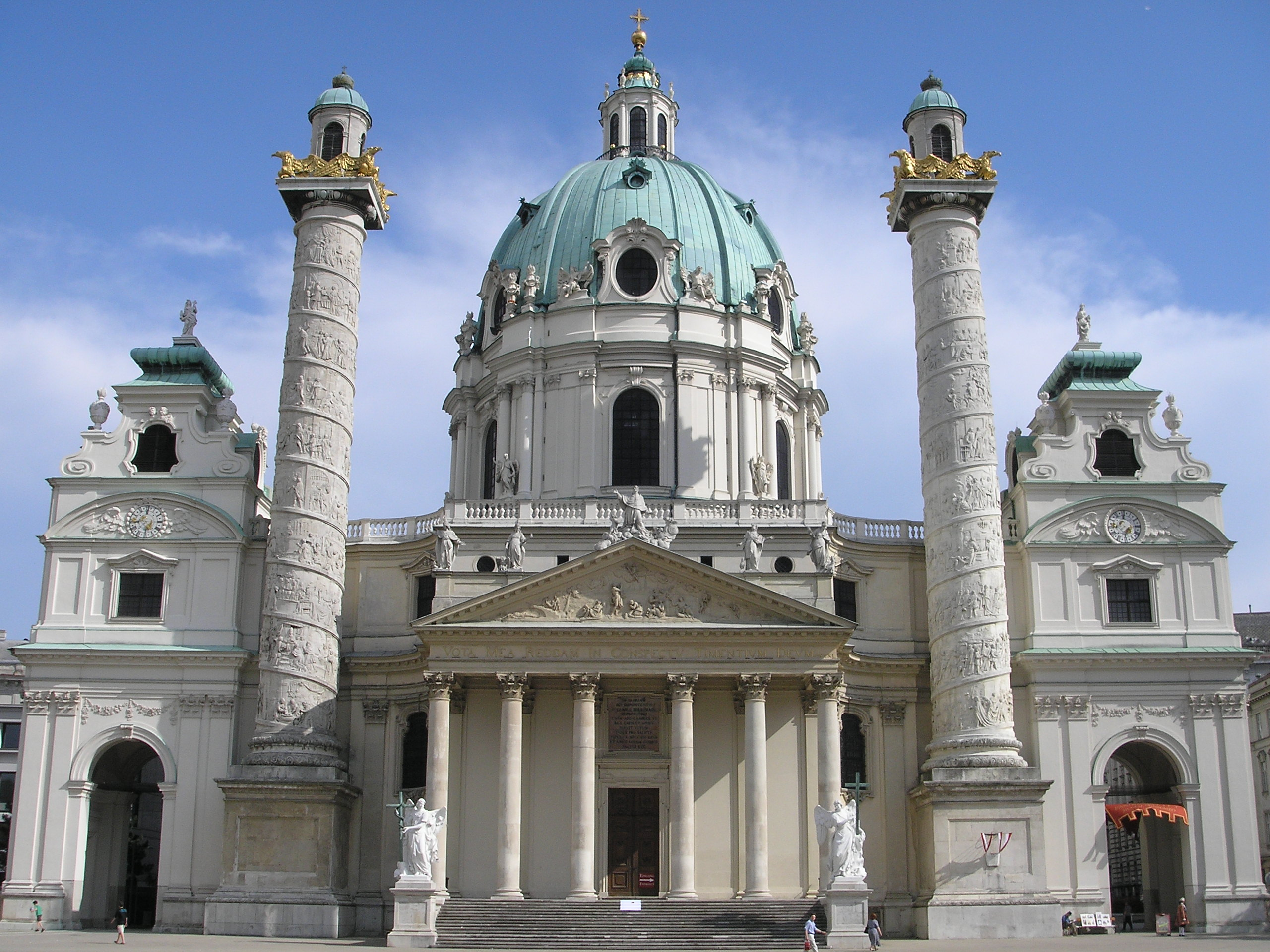
Karlskirche, clasicismo barroco, Viena (1716-1737)

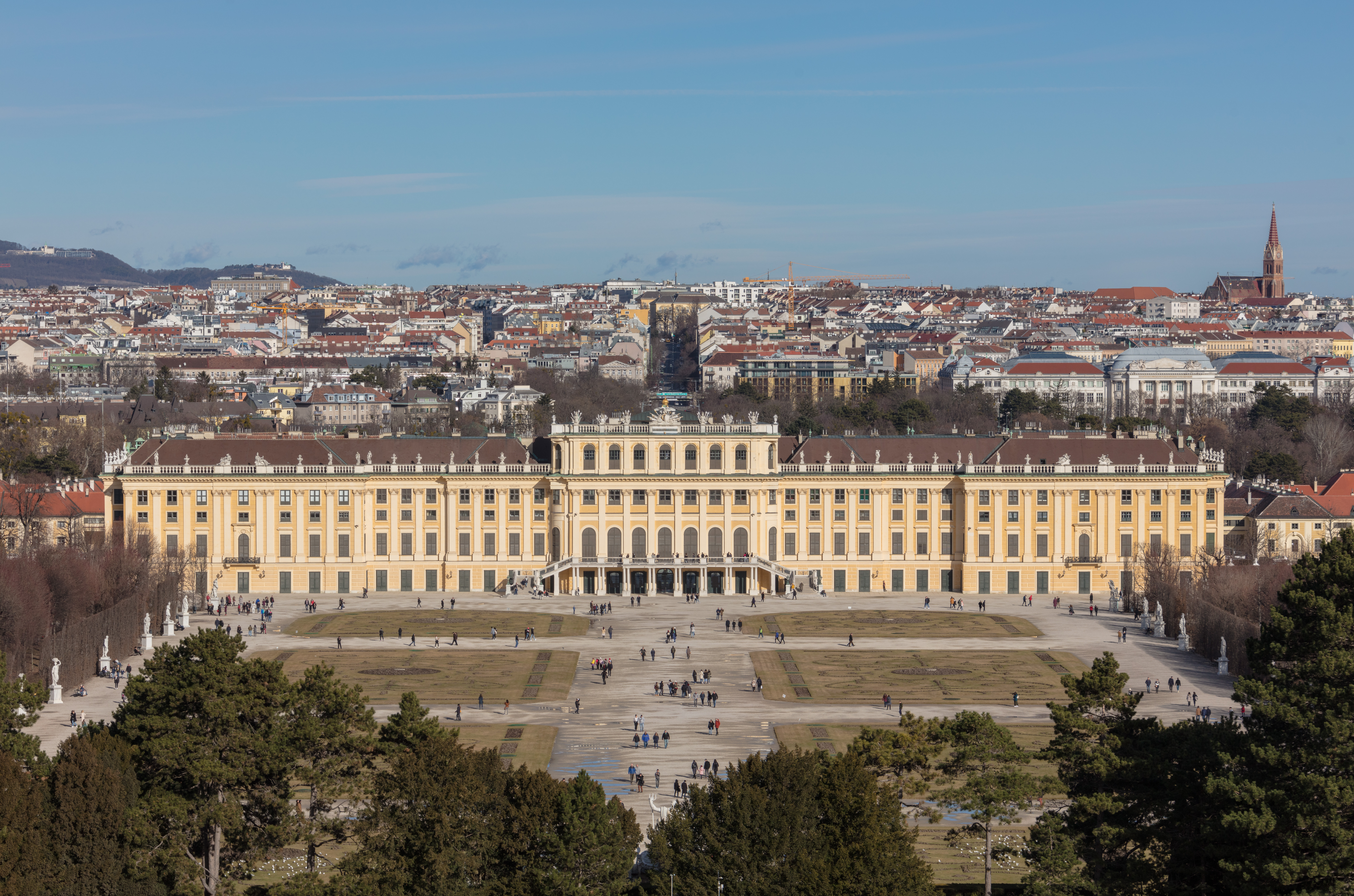
Palácio de Schönbrunn, Theresianisch (1743-1749) ((parte de «Palácio e jardins de Schönbrunn») (1996))

Na Áustria desenvolveu-se um Barroco particular e característico durante o último terço do século XVII , com Johann Bernhard Fischer von Erlach, que recebeu influência de Gian Lorenzo Bernini. Forjou um novo estilo "imperial" compilando motivos de diferentes origens, como se pode ver na Karlskirche de Viena, obra-prima do ecletismo barroco, em que se combinam diferentes estilos. Johann Lukas von Hildebrandt também realizou a sua aprendizagem em Itália, e desenvolveu um estilo muito decorativo, particularmente nas fachadas, que teve grande influência no Sul da Alemanha.

Exemplos do barroco austríaco
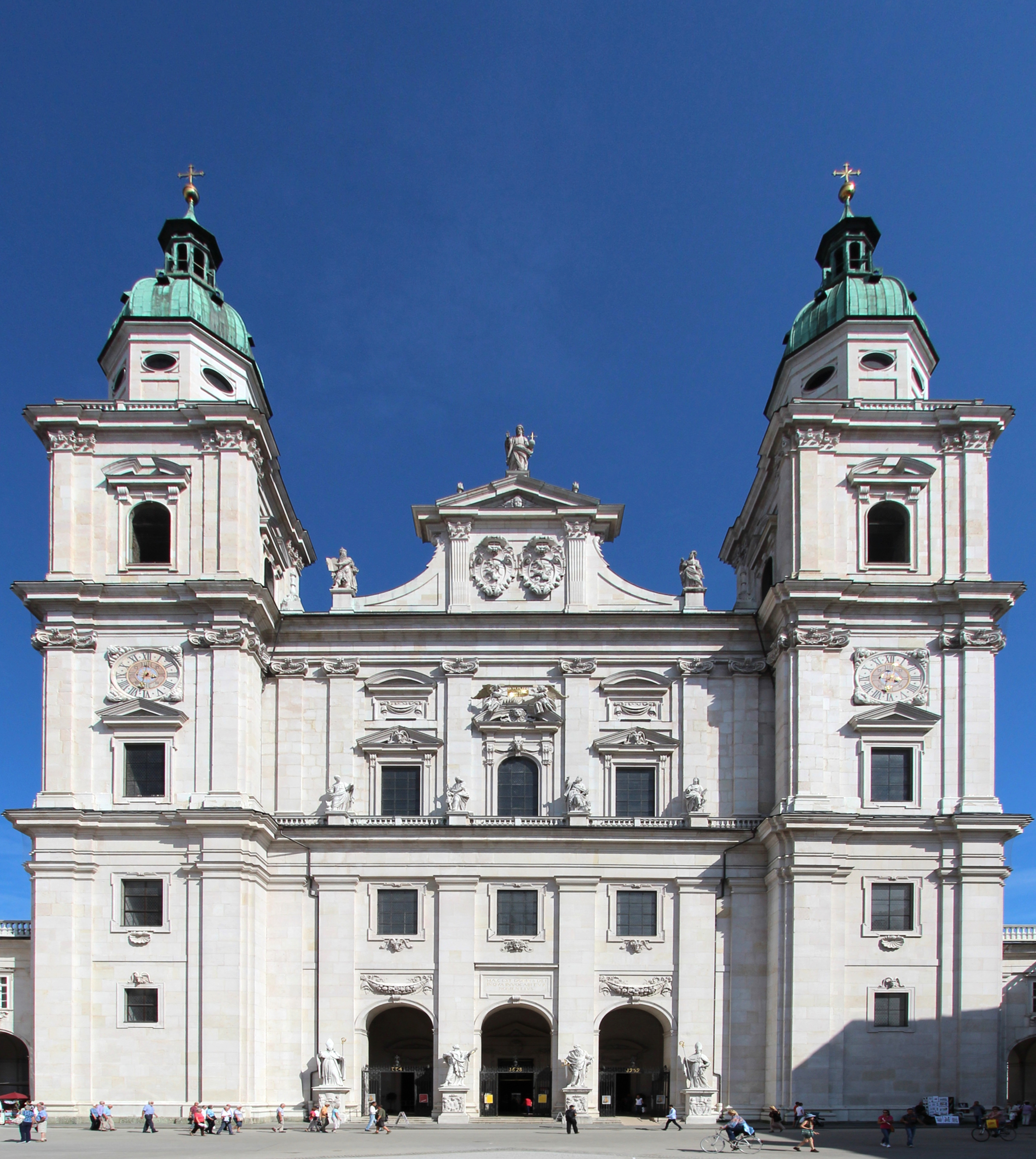
Catedral de Salzburgo, estilo barroco inicial (1614-1629)
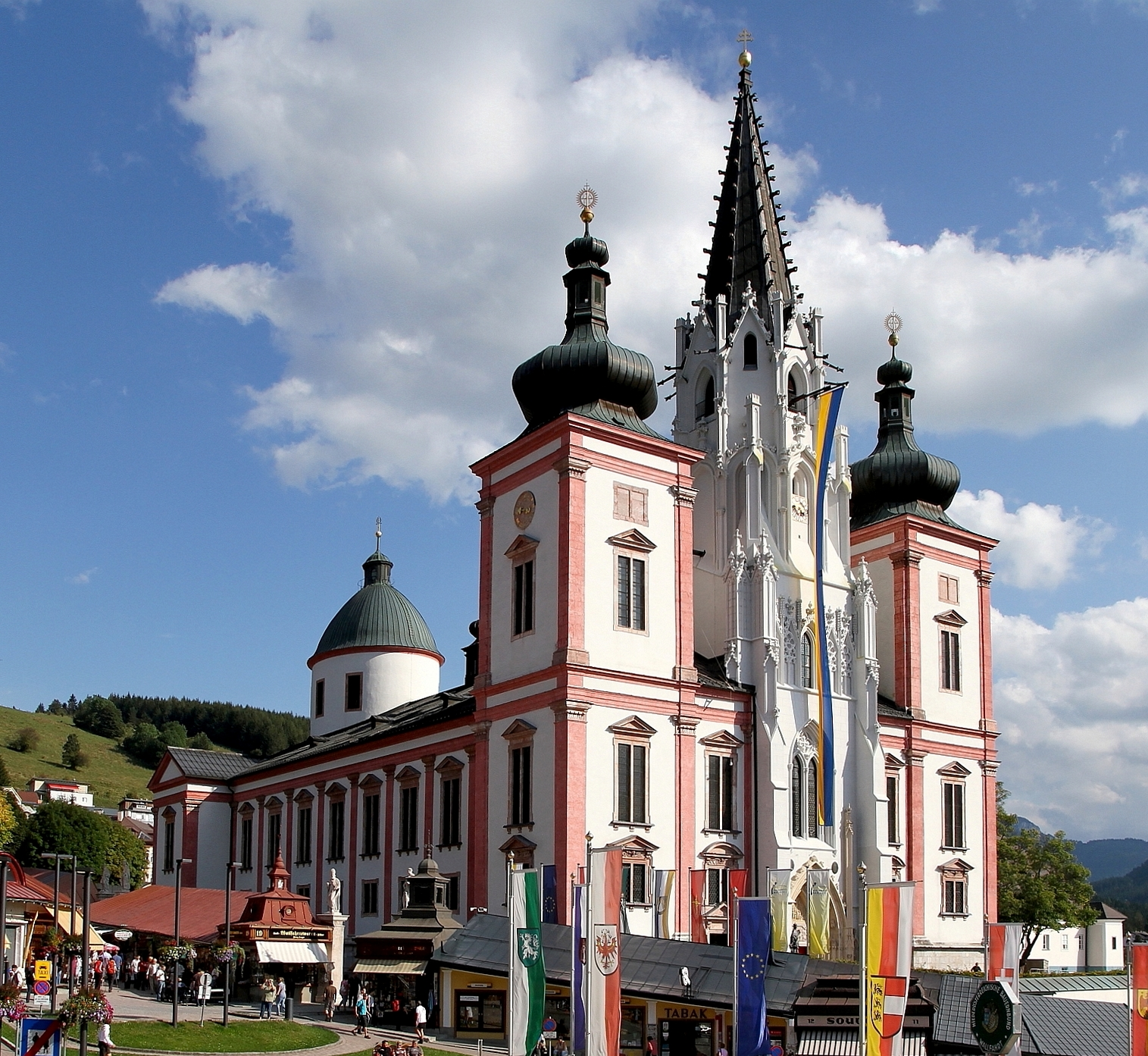
Basílica do Nascimento da Virgem Maria, Barroquização (1644-1683)
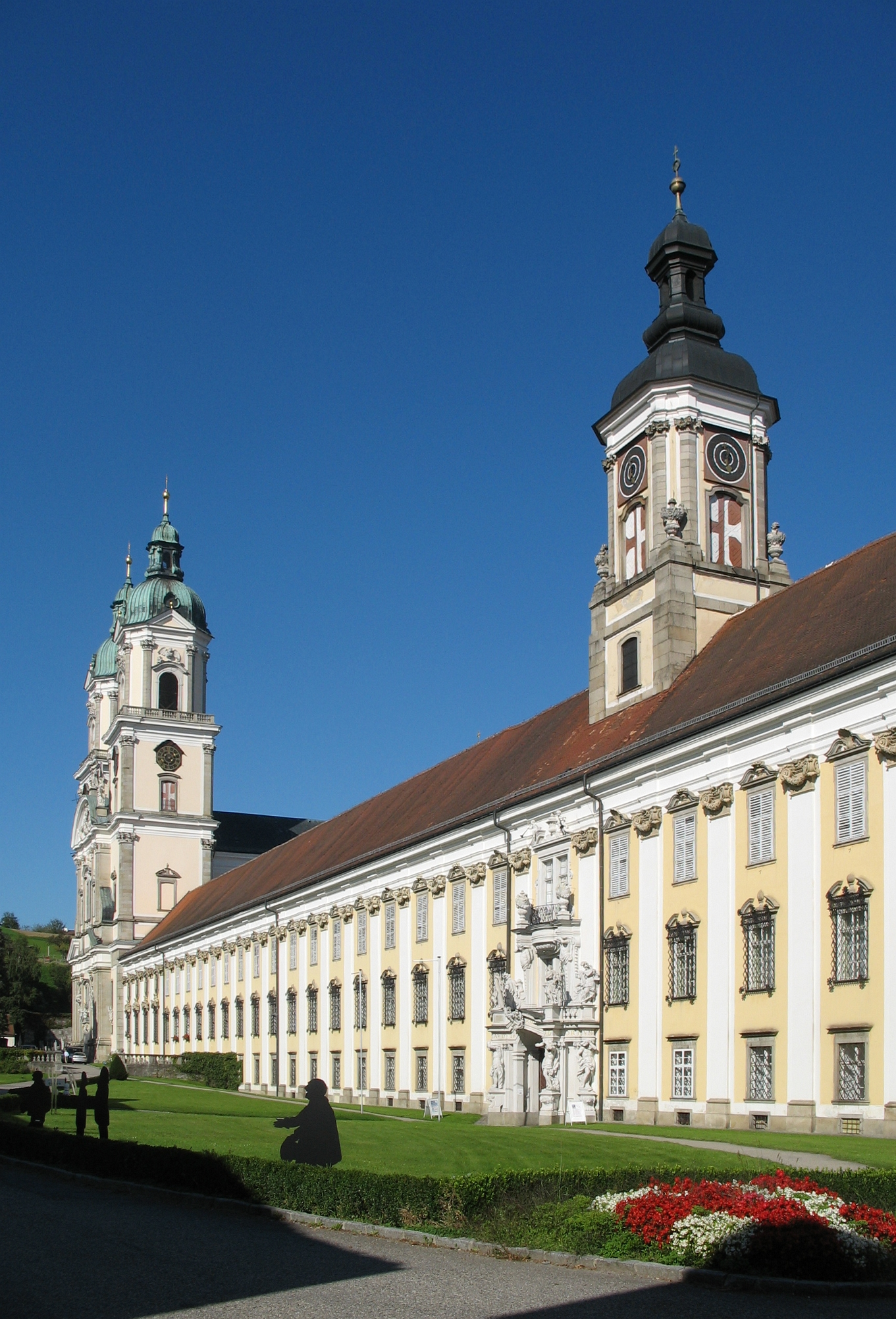
Abadía de San Florián, Alto Barroco (1686-1708)
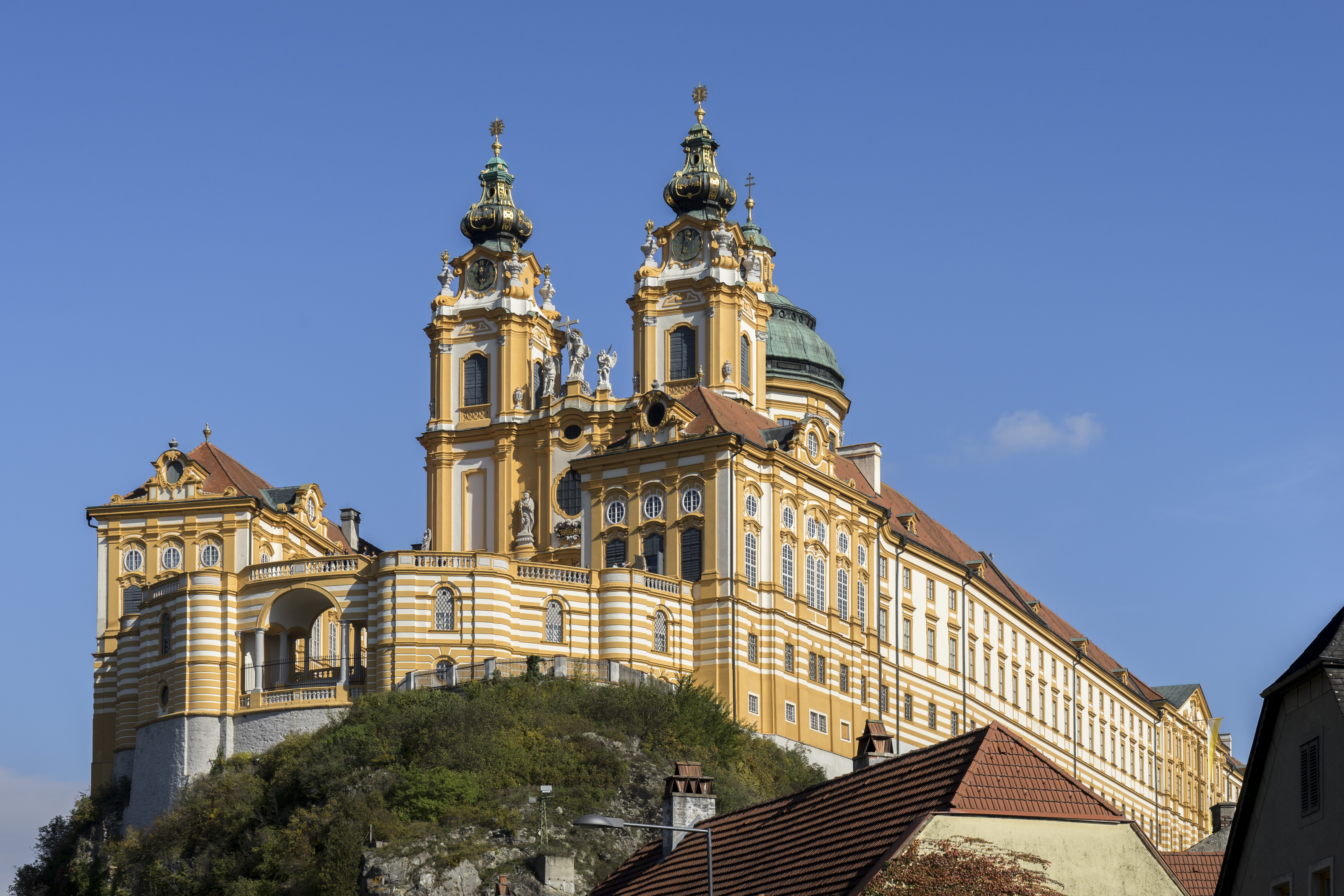
Abadía de Melk, obra de Jakob Prandtauer no alto barroco (1702-1736)
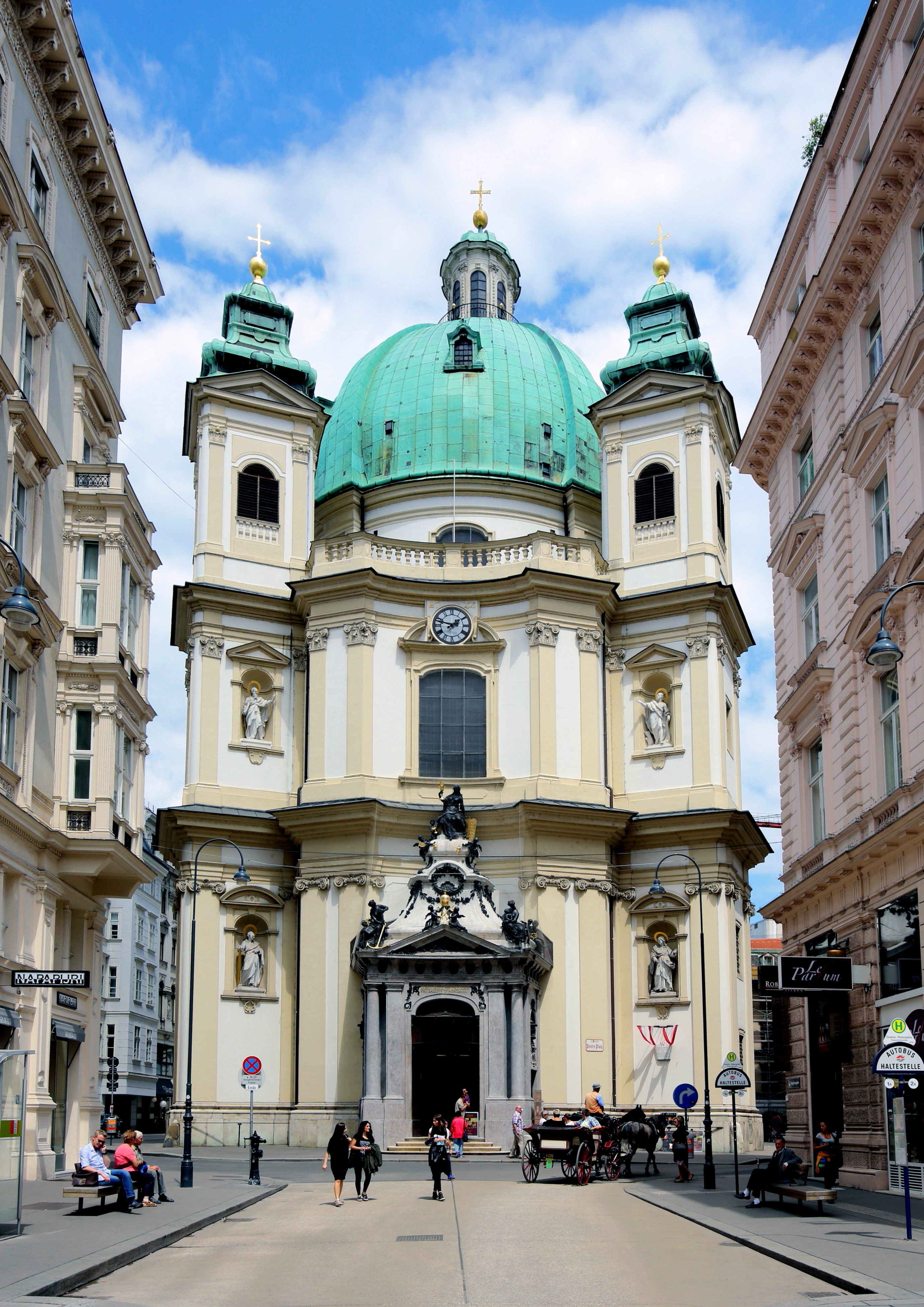
Peterskirche, Viena (1701-1733)
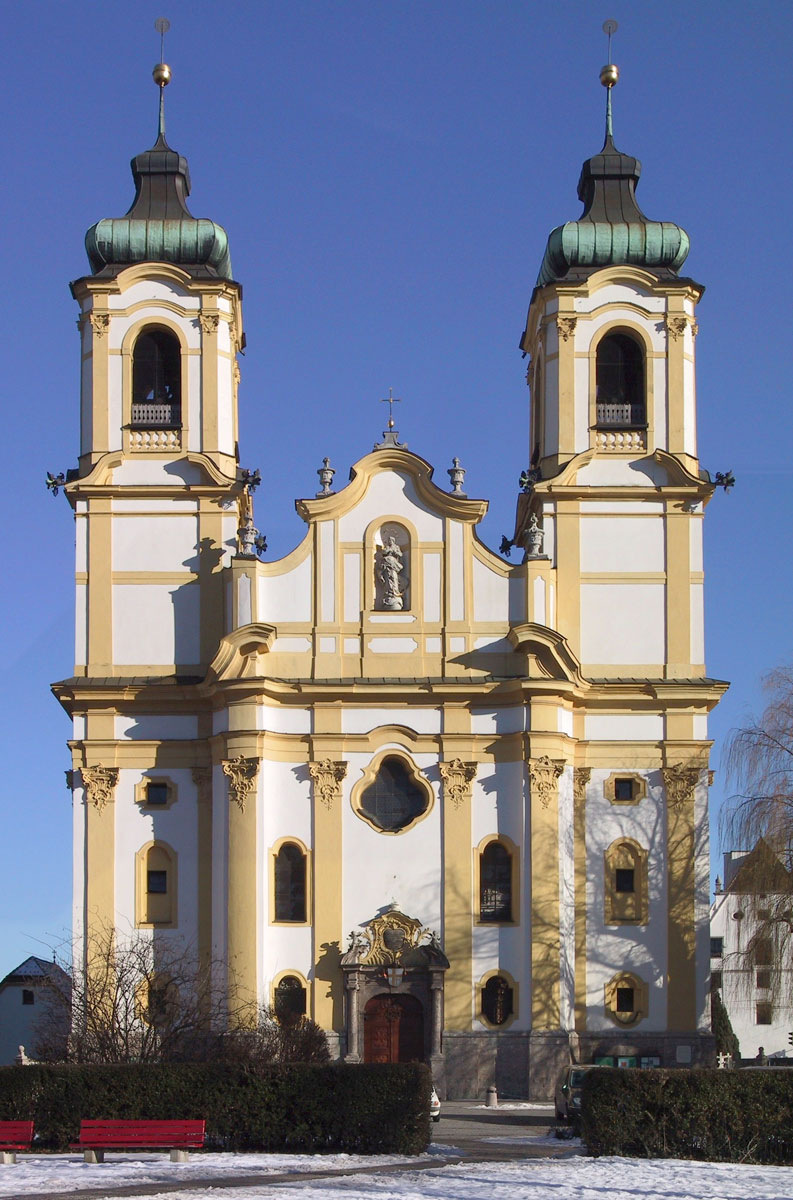
Basílica de Wilten, Innsbruck, rococó (1751-1756)

Interiores do barroco austríaco
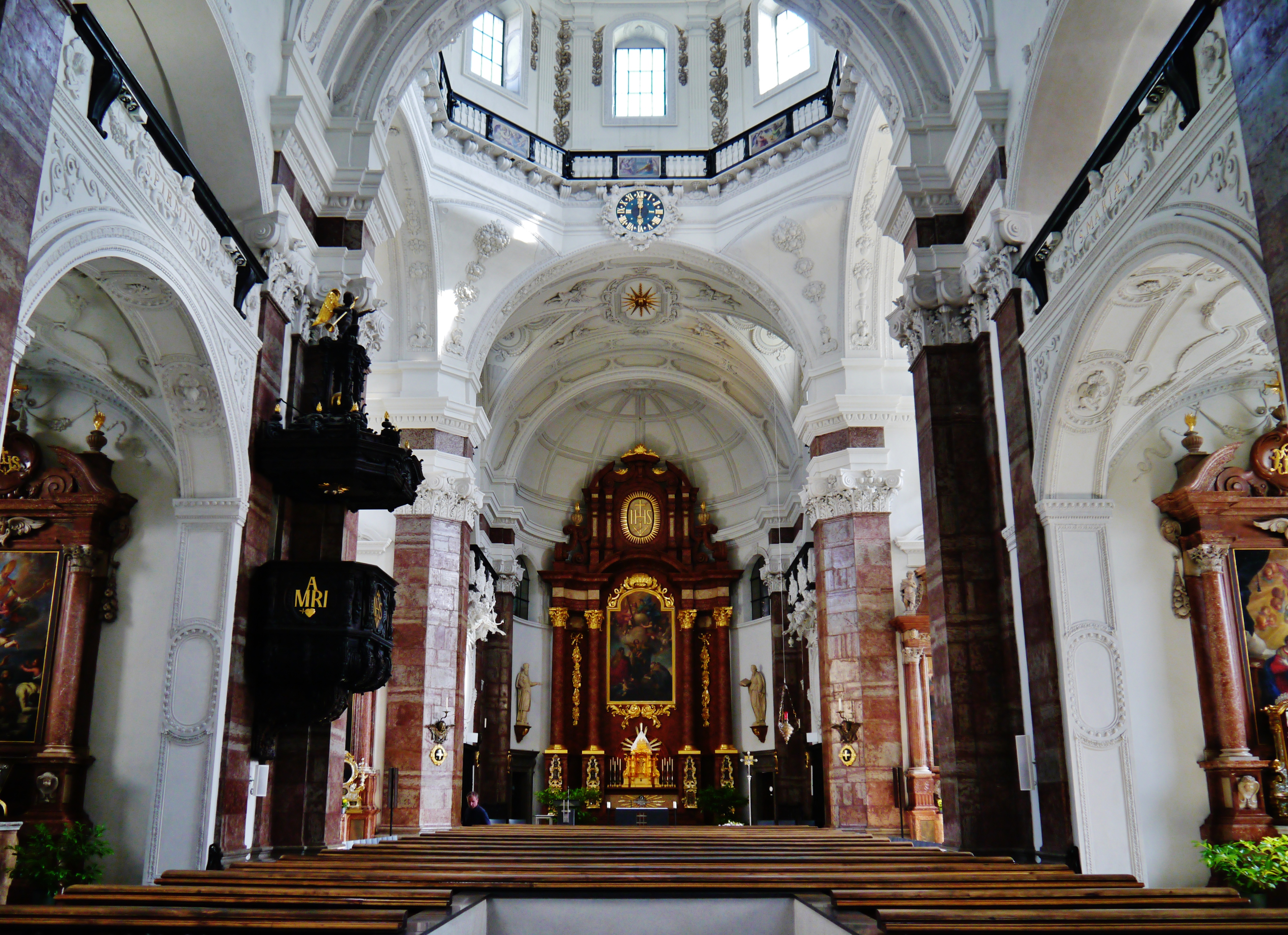
Igreja dos Jesuítas (Innsbruck), barroco inicial (1627-1646)
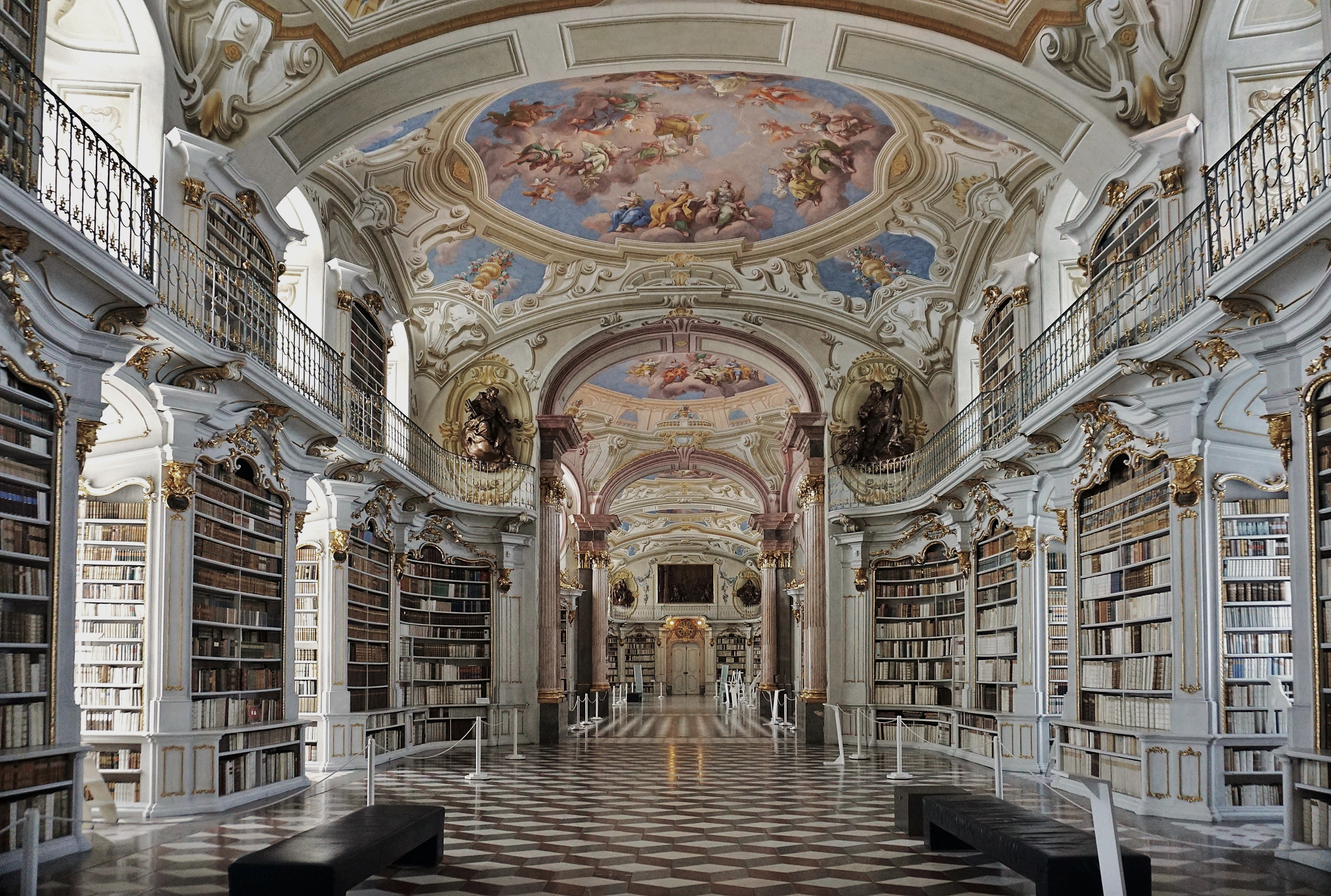
Biblioteca del Monasterio de Admont, obra de Joseph Huebe Spätbarock (1776)
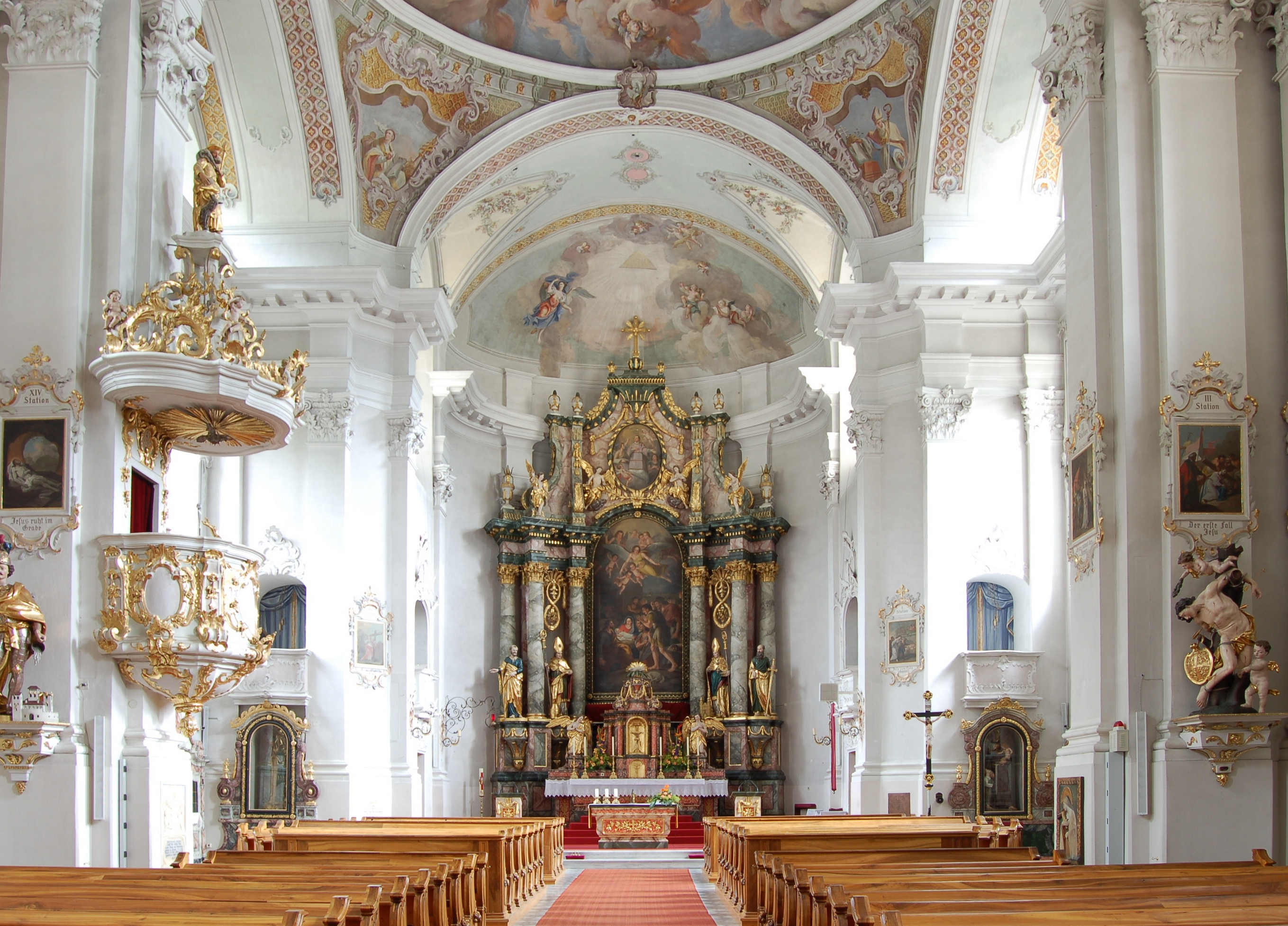
Pfarrkirche Matrei in Osttirol, Transição Barroco/Classicismo(1777-1783)

## Sul da Alemanha, igrejas de "muro-pilar"

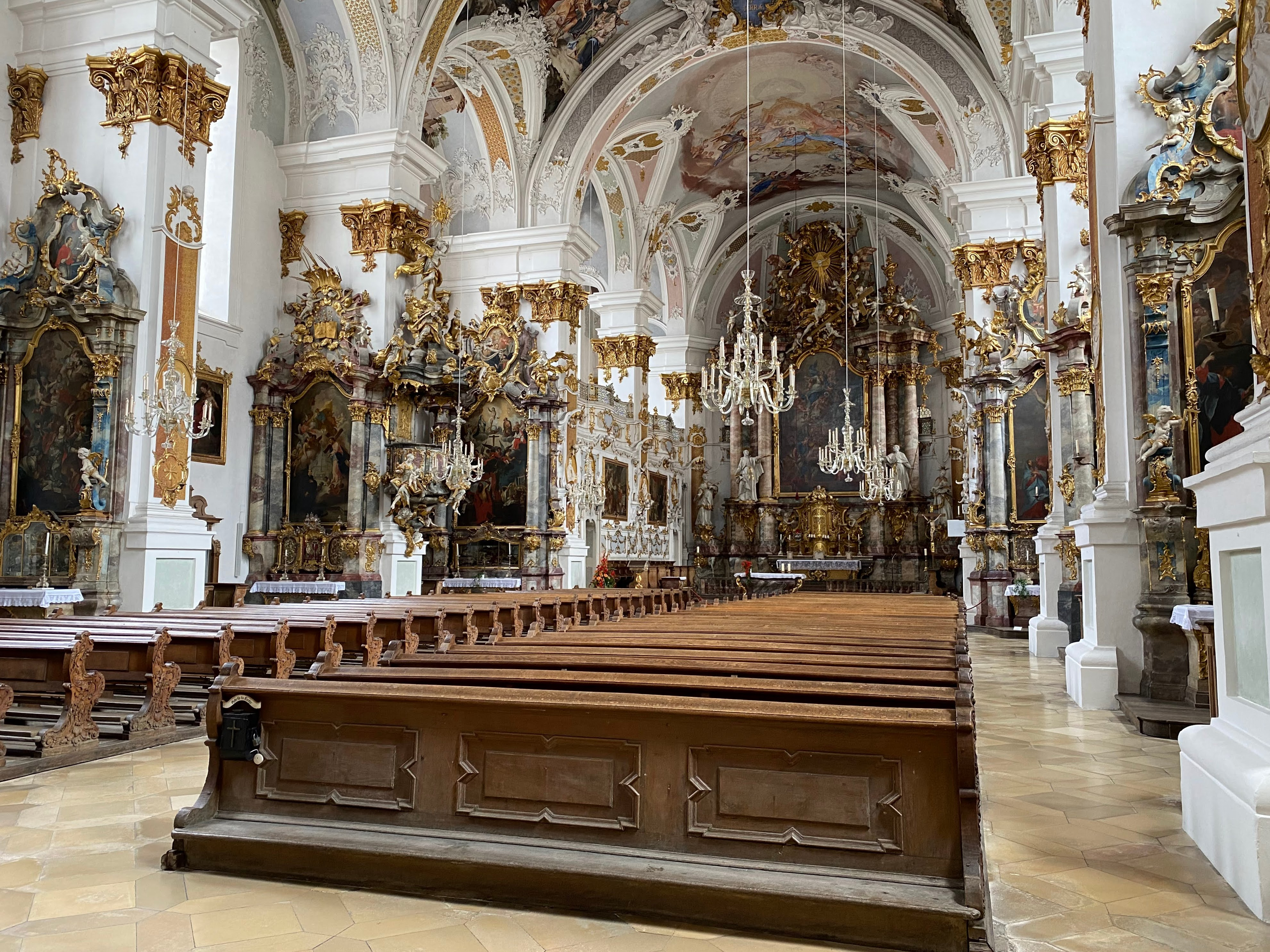
Interior da Studienkirche de Dillingen.

Normalmente, a arquitetura barroca do Sul da Alemanha distingue-se do Norte, seguindo a oposição religiosa entre católicos e protestantes. No Sul católico, a igreja jesuíta de São Miguel de Munique foi a primeira a introduzir o estilo italiano no outro lado dos Alpes. Não obstante, a sua influência nos posteriores desenvolvimentos de arquitetura religiosa foi bastante limitada. Um modelo mais prático e adaptado da igreja era o da Studienkirche, a igreja do colégio jesuíta de Dillingen: uma igreja de "muro-pilar" (wall-pillar church), uma única nave coberta com abóbada de berço à qual se abrem grandes capelas separadas por muros-pilares. Por outro lado em São Miguel de Munique, as capelas quase atingem a altura da nave neste modelo de igreja de muro-pilar, e as suas abóbadas (normalmente abóbadas de berço transversais) elevam-se ao mesmo nível que a abóbada da nave principal. As capelas proporcionam uma ampla iluminação; vistas a partir da entrada da igreja, os muros-pilares formam um palco teatral para os altares laterais. O modelo de igreja de muro-pilar foi doravante desenvolvido pela escola de Vorarlberg, bem como pelos mestres de obras bávaros. Este novo tipo de igreja também se relacionou bem com o modelo de igreja-salão do gótico tardio alemão. A tipologia de igreja de muro-pilar continuou a ser utilizado durante o século XVIII  (por exemplo numa das primeiras igrejas neoclássicas, a abadia de Rot an der Rot), e as preexistentes podiam ser facilmente renovadas sem´grandes mudanças estruturais, como a igreja de Dillingen.

Barroco do sul da Alemanha
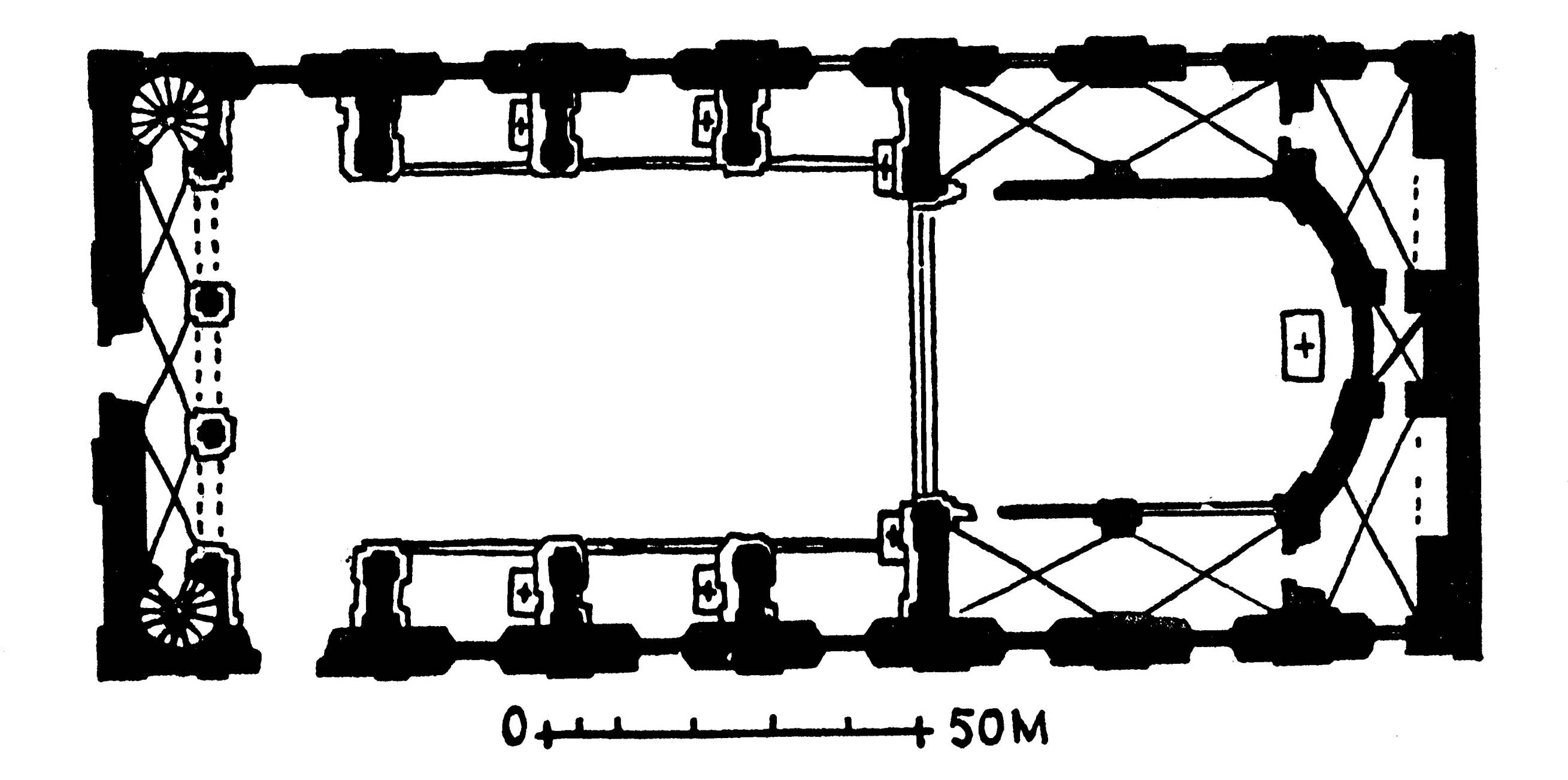
Planta de la Studienkirche de Dillingen

## Barroco radical boémio
Todavia, o Sul católico também recebeu influência de outros meios, como o chamado "Barroco radical" de Bohemia, dos arquitetos de Praga Christoph Dientzenhofer e o seu filho Kilian Ignaz Dientzenhofer, inspirado em exemplos do Norte de Itália, particularmente nas obras de Guarino Guarini. Caracteriza-se pela curvatura dos paramentos e a interseção de espaços ovais.

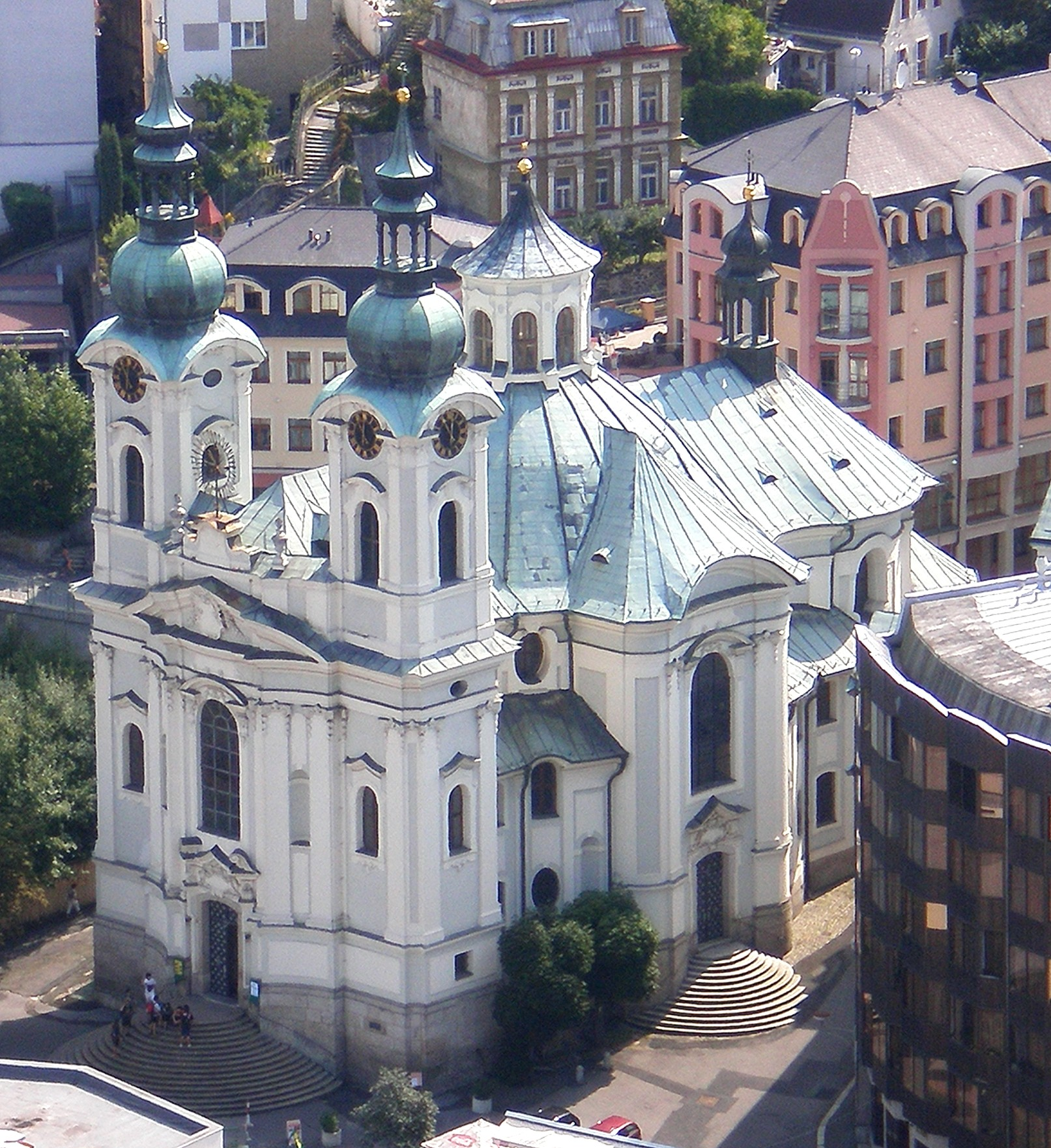
Igreja de Santa Maria Magdalena (Karlovy Vary),
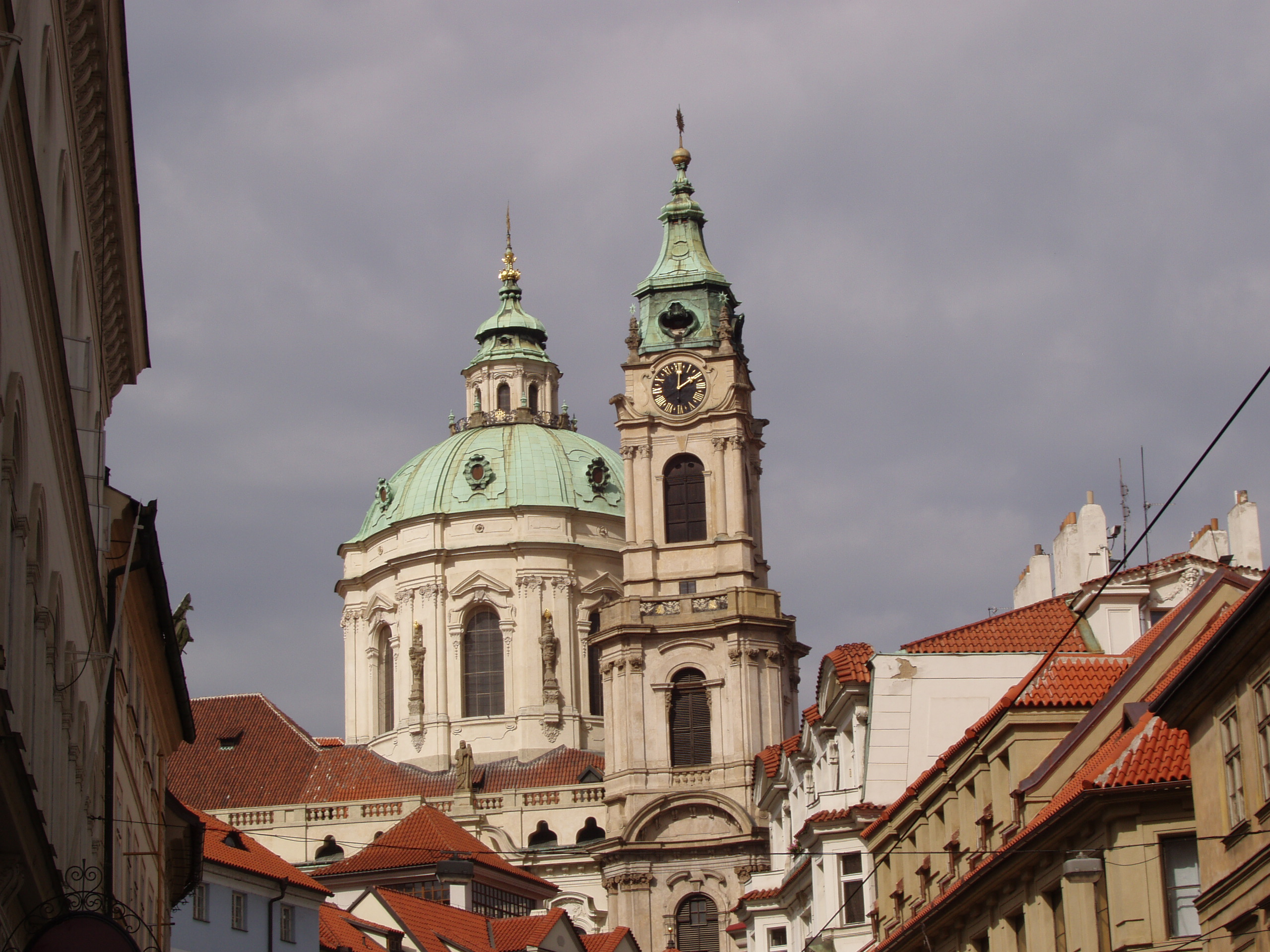
Igreja de São Nicolau (Praga).

## Baviera
Enquanto alguma influência boémia é visível no arquitecto bávaro mais promissor do período, Johann Michael Fischer (janela de sacada envidraçada curvas de alguma da suas primeiras igrejas de muro-pilar-basilicais da abadia de Ottobbeuren-), as obras de Balthasar Neumann (basílica de Vierzehnheiligen) são consideradas como a síntese final das tradições boémia e alemã.

Barroco bávaro
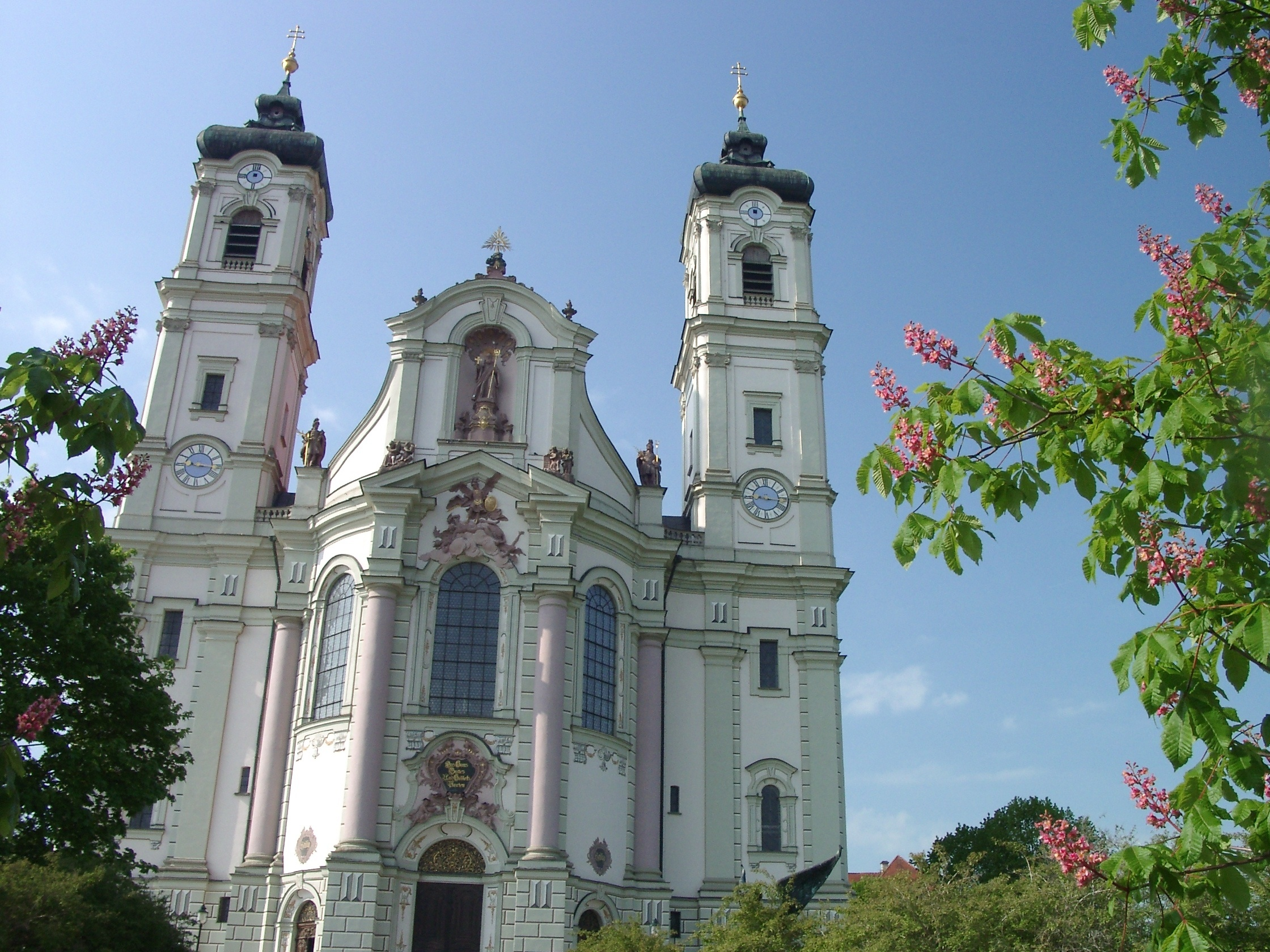
Ottobeuren.
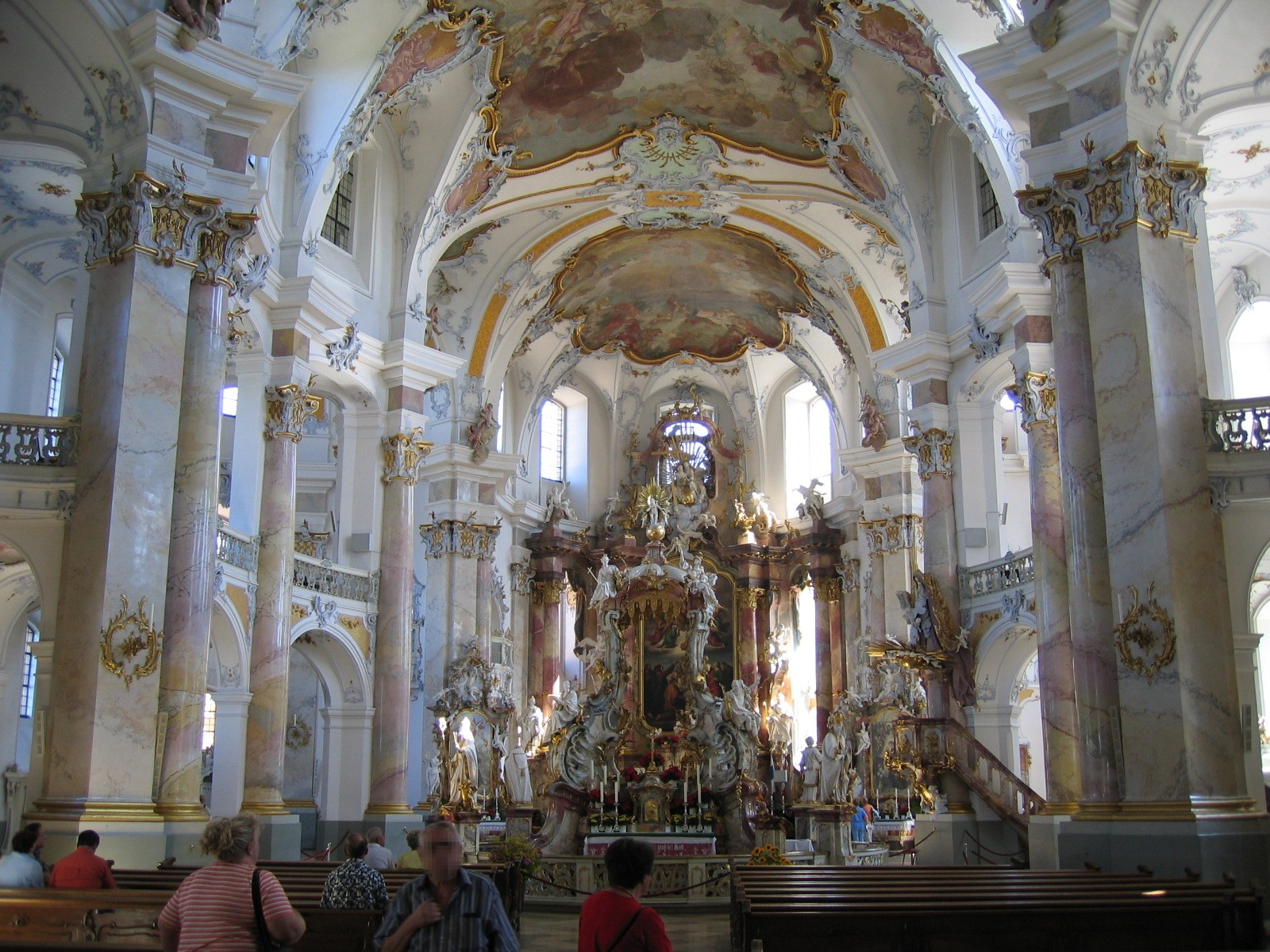
Interior de la Vierzehnheiligen.
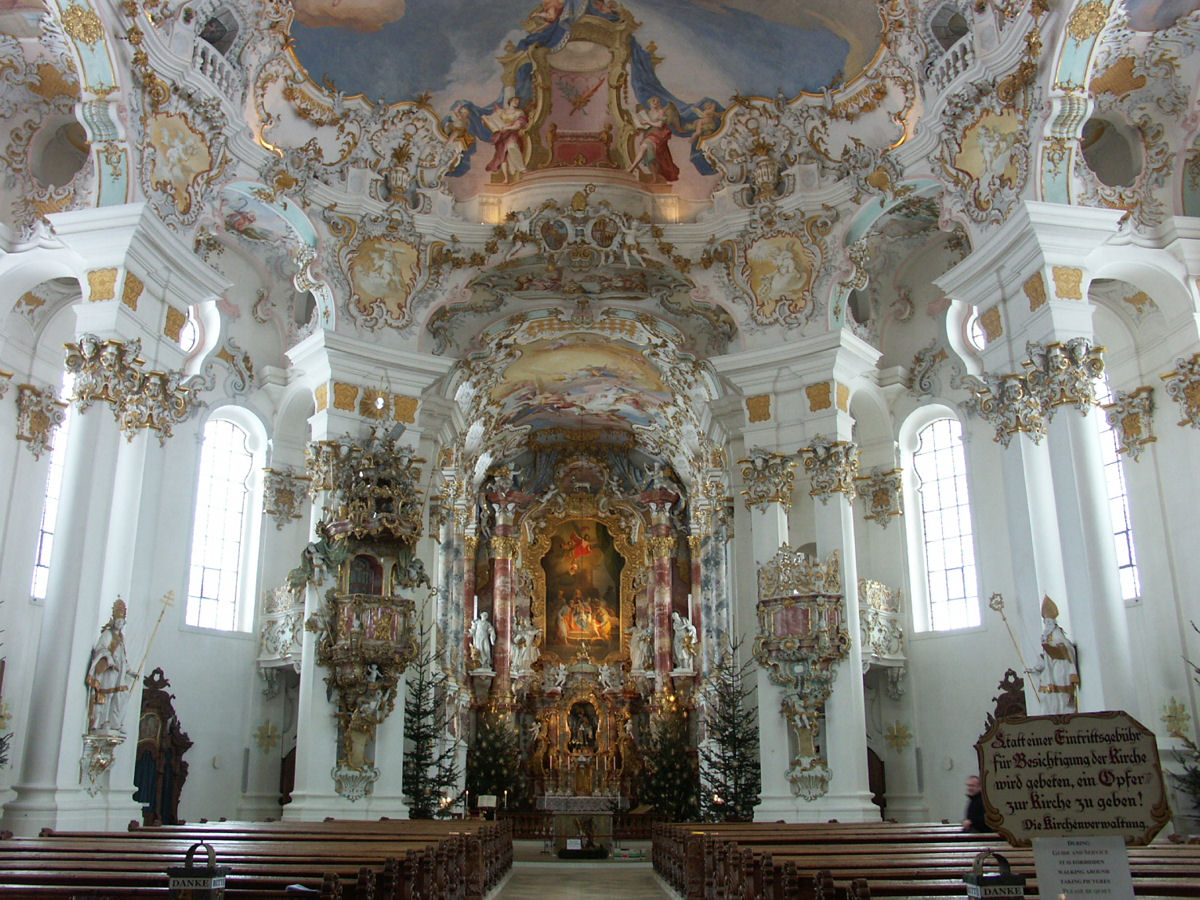
Wieskirche.
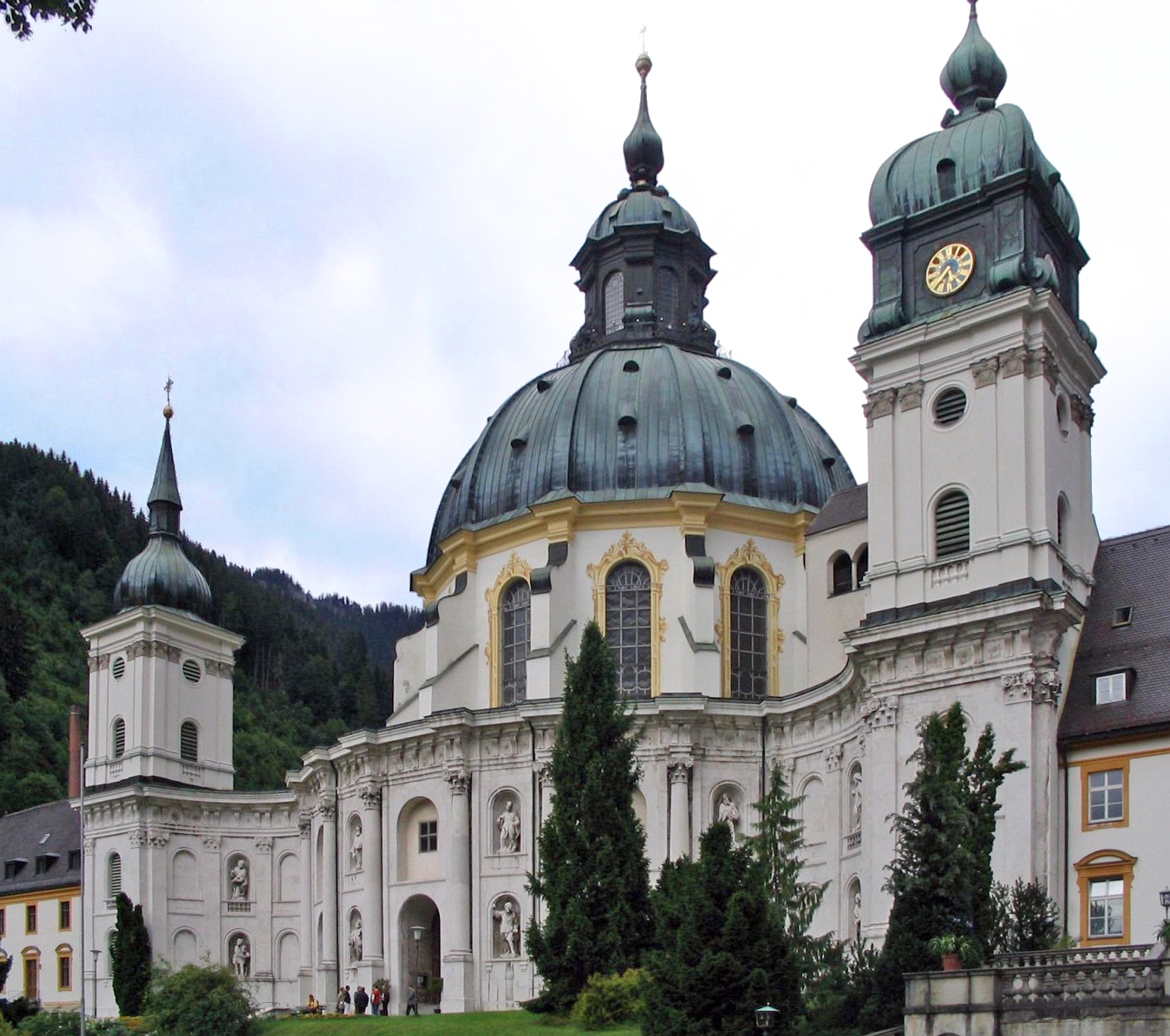
Monasterio de Ettal, arquitecto Enrico Zuccalli (arquitecto suíço-italiano radicado em Munique), decoração interior de Josef Schmutzer (escola de Wessobrunn de estuquistas) eJohann Baptist Straub.

### Os irmãos Asam
Os irmãos Egid Quirin e Cosme Damián Asam projectaram  diferentes edifícios eclesiásticos da Áustria, Baviera e Baden-Würrtemberg, caracterizados pelo seu exuberante interior Rococó. Especial destaque para a proposta da capela privada da Asamhaus (a sua residência em Munique) e que acabaria por se converter numa igreja pública pela pressão popular (a chamada Asamkirche, 1733-1746).

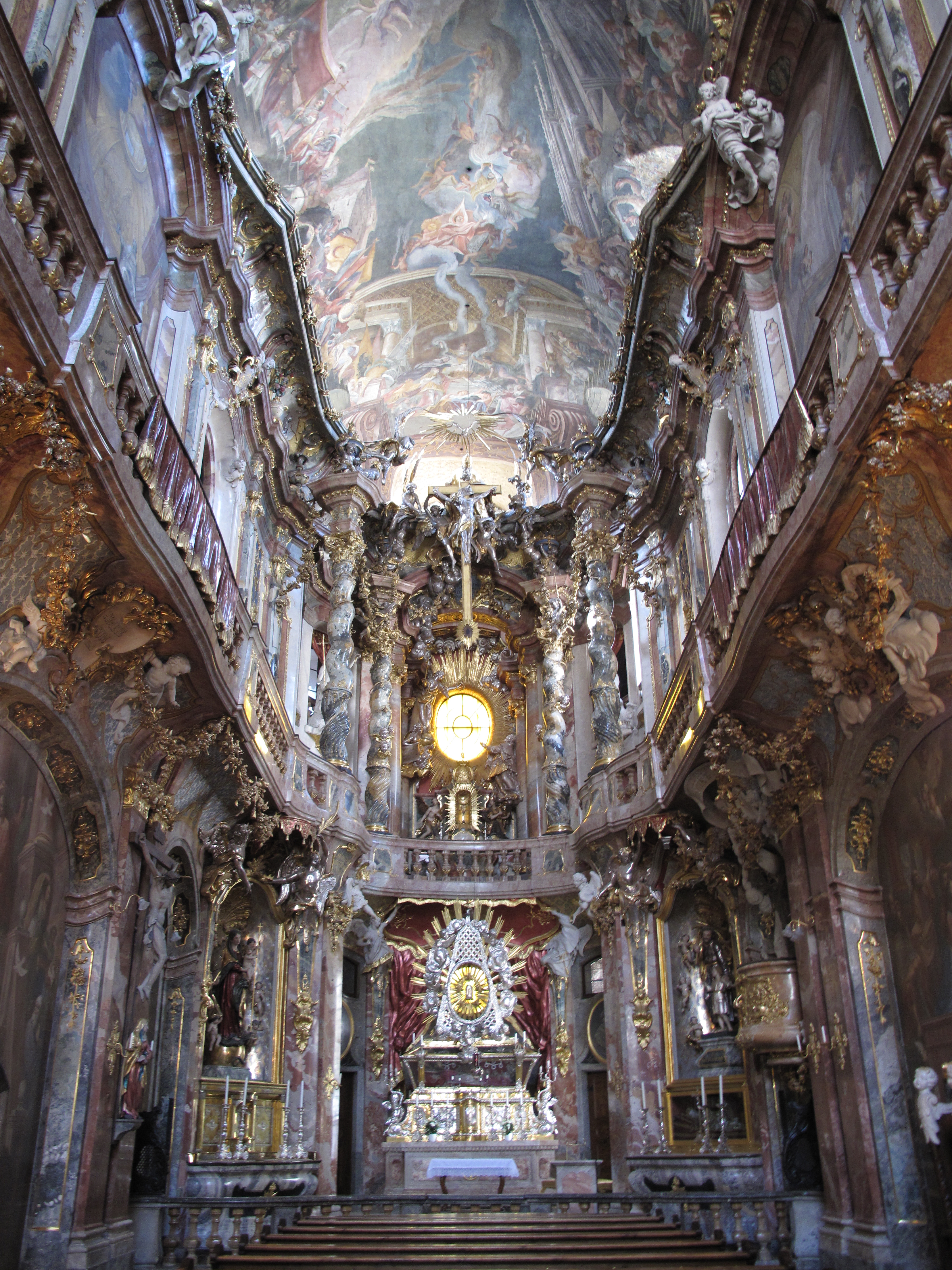
Interior.
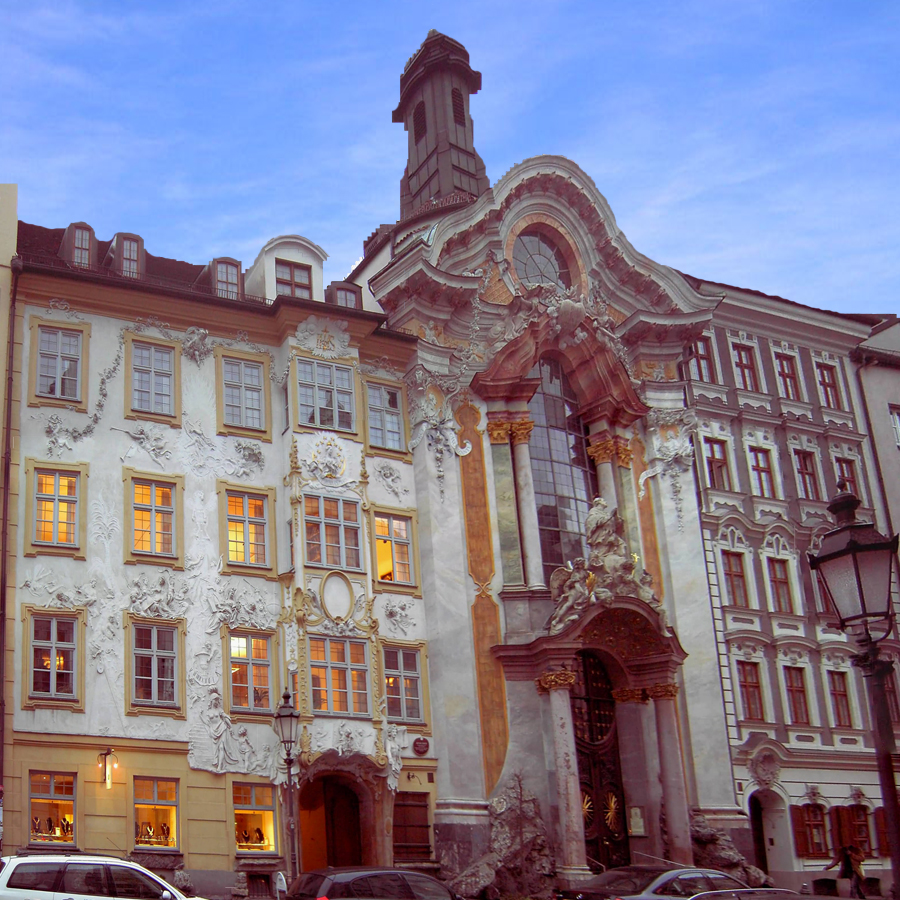
Exterior (junto con la Asamhaus).

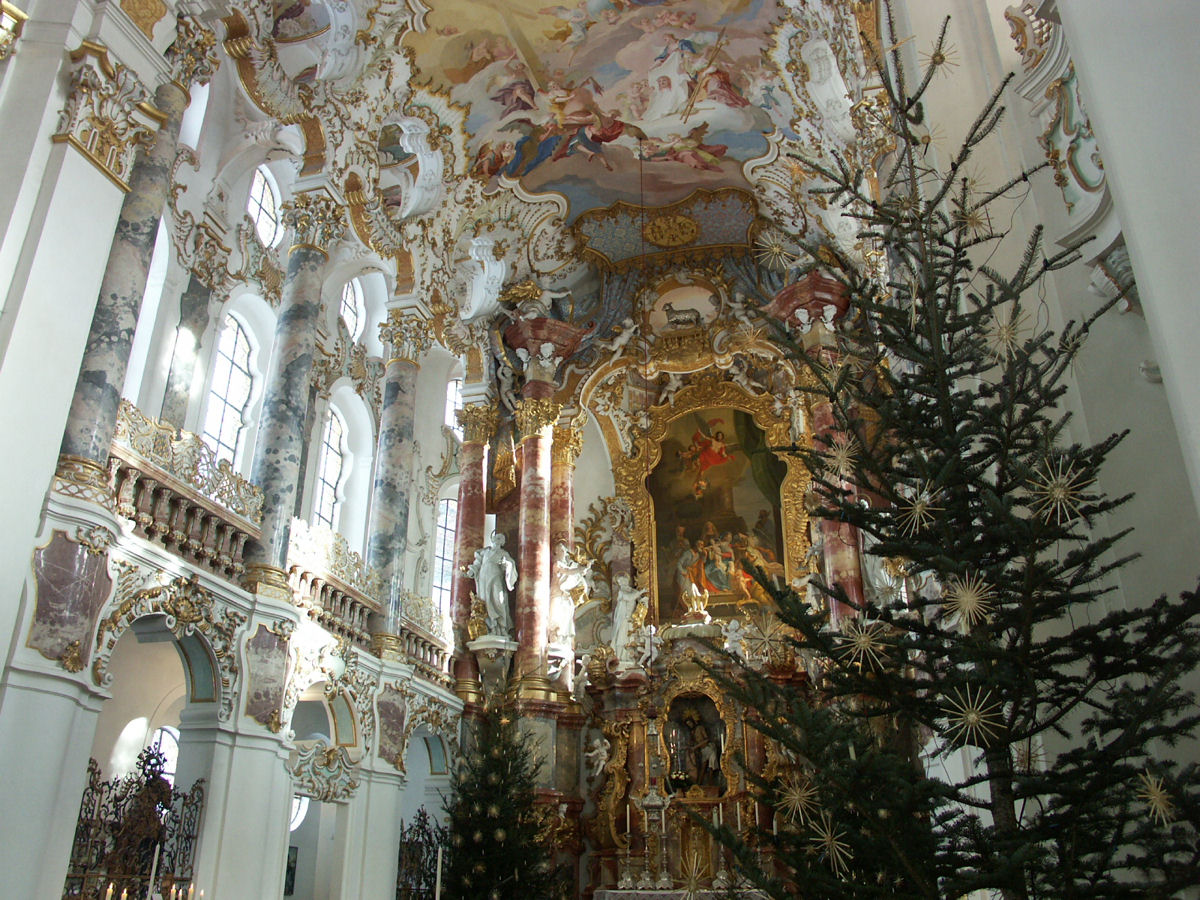
Wieskirche

## Suábia
Na Suábia Dominikus Zimmermann construiu as interessantes igrejas Wallfarhrtskirche de Steinhausen (Bad Schussenried) e de Wies (Wieskirche).

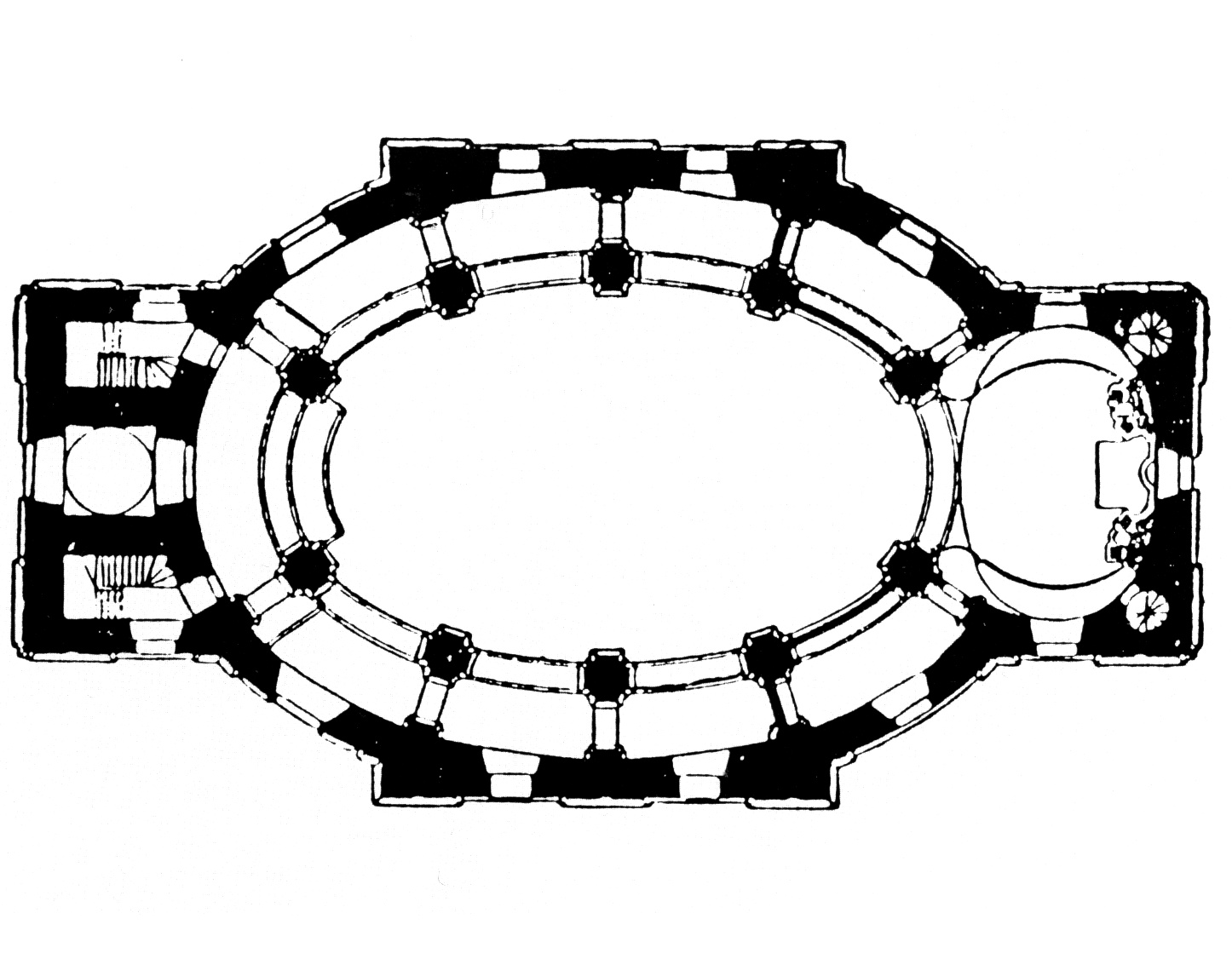
Planta da Wallfahrtskirche de Steinhausen.

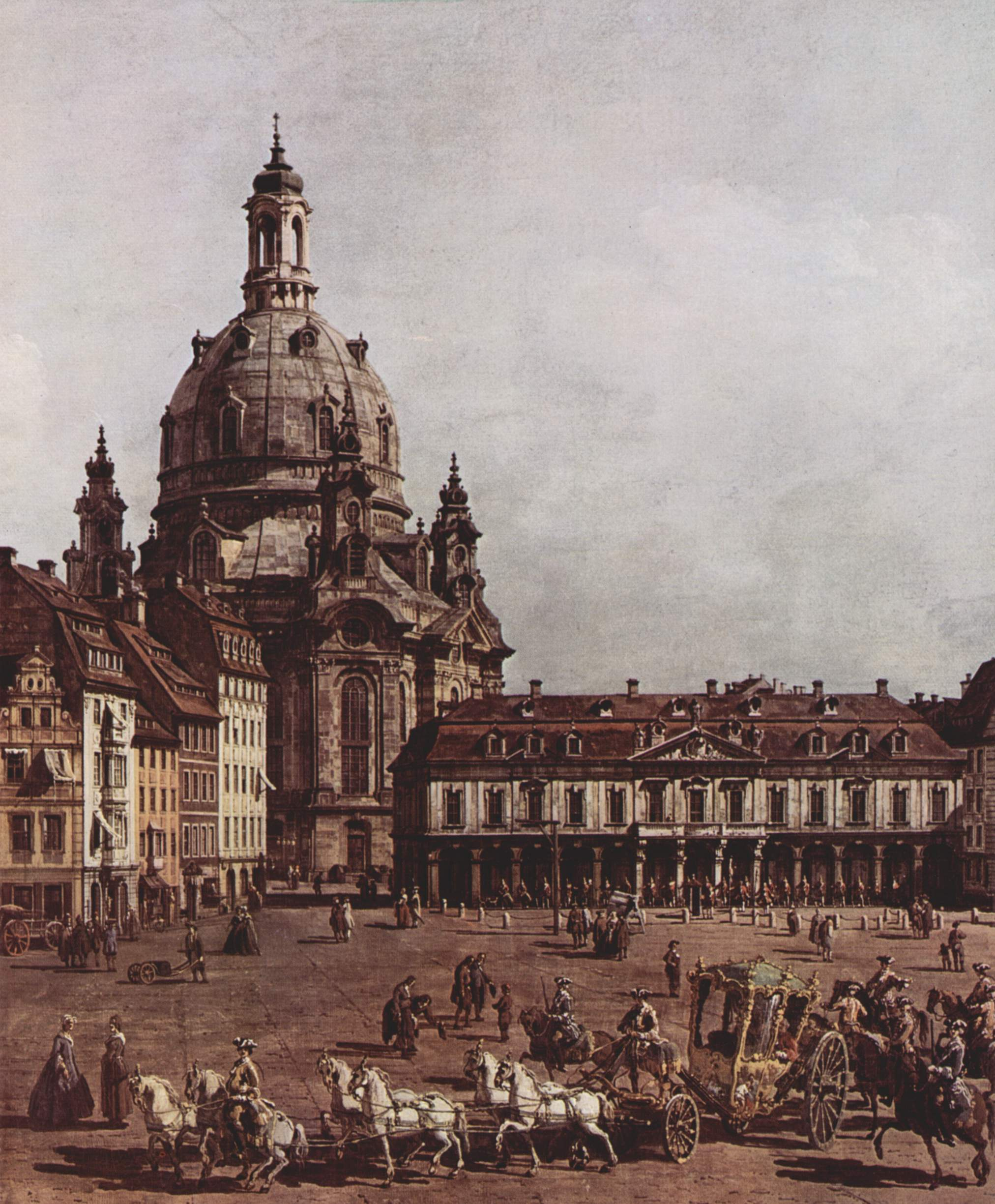
A Frauenkirche de Dresde num quadro de Canaletto, ca. 1750.

A arquitectura religiosa protestante foi de menor relevância durante o Barroco, e só produziu algumas obras de interesse, como a Frauenkirche de Dresde, de George Bähr. O tratadismo arquitectónico desenvolveu-se mais no Norte que no Sul da Alemanha, com a edição de Leonhard Christoph Sturm de Nikolaus Goldmann, mas as considerações teóricas de Sturm, particularmente as relativas à construção de igrejas protestantes, nunca foram postas em prática. No Sul, o tratadismo reduziu-se essencialmente ao uso de modelos de edifícios e elementos arquitetónicos em gravuras e livros ilustrados.

## Barroco protestante

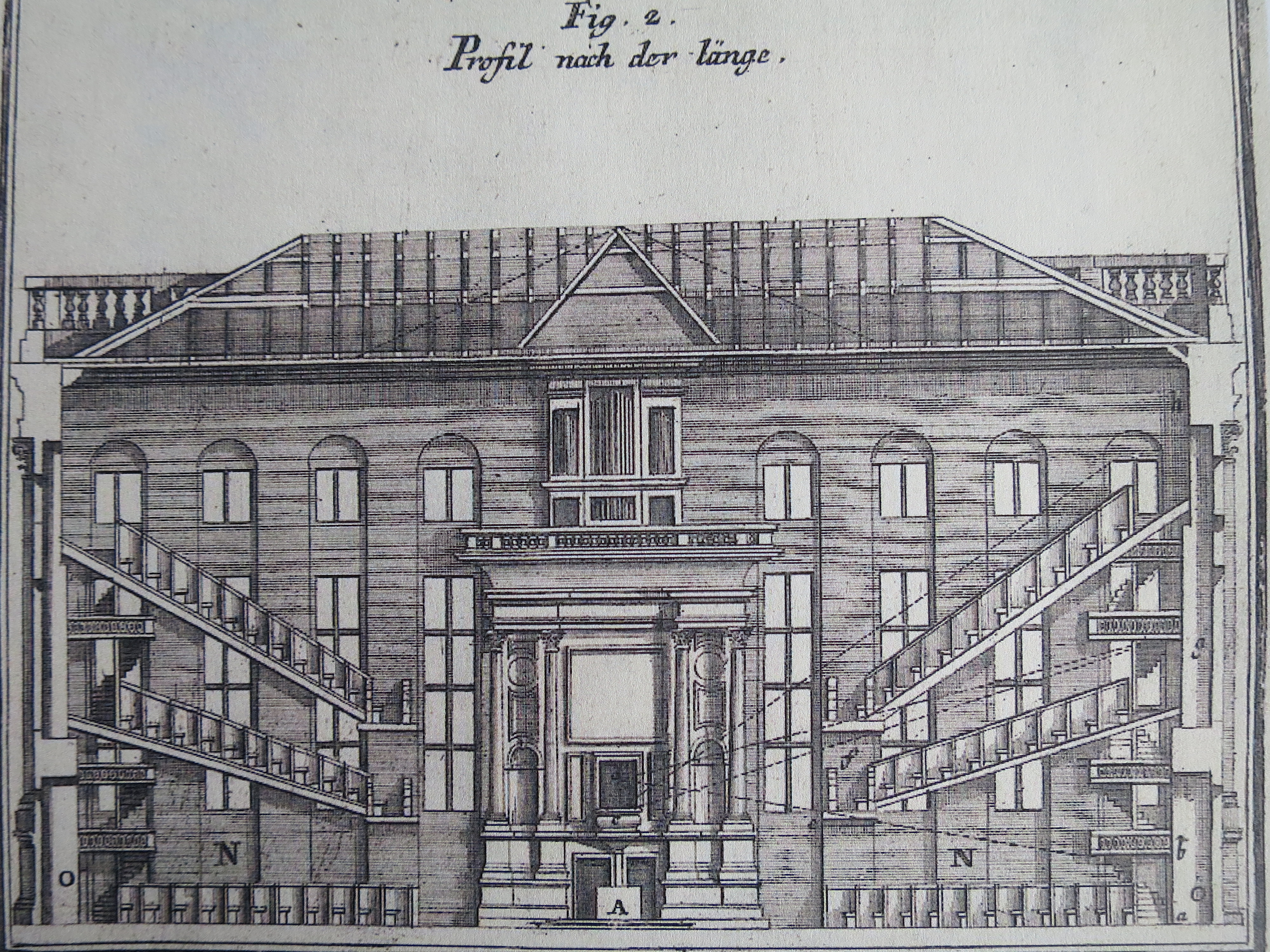
Projecto para uma Querkirche ideal, 1718.

A arquitetura religiosa protestante teve uma importância menor durante o Barroco, produzindo apenas algumas obras de interesse, como a Frauenkirche de Dresden de George Bähr. O tratadismo de arquitectura desenvolveu-se mais no Norte do que no Sul da Alemanha, com a edição de Leonhard Christoph Sturm por Nikolaus Goldmann, mas as considerações teóricas de Sturm, particularmente as relacionadas com a construção de igrejas protestantes, nunca foram postas em prática. No Sul, os tratados limitavam-se essencialmente à utilização de maquetes de edifícios e de elementos arquitectónicos em gravuras e livros ilustrados.

## Arquitetura palaciana
A arquitetura dos palácios era igualmente importante no Sul católico e no Norte protestante. Após uma fase inicial dominada pela influência dos arquitetos italianos (Viena, Rastatt), a influência francesa prevaleceu, sobretudo a partir da segunda década do século XVIII. O modelo francês caracterizava-se pelo cour d'honneur rodeado por edifícios em forma de ferradura virados para o lado da cidade (chateau entre cour et jardin), enquanto o esquema italiano (e também austríaco) apresentava uma villa de bloco único. A principal conquista da arquitectura palaciana alemã, fruto da colaboração de vários arquitectos, foi a síntese dos modelos francês e austro-italiano, como demonstra a Residência de Würzburg (Würzburg Residenz, que para Napoleão era "a maior casa sacerdotal da Europa"): embora a sua planta geral seja a ferradura do tipo francês, encerra os pátios no seu interior; As suas fachadas combinam o gosto decorativo de Lucas von Hildebrandt com as ordens clássicas do estilo francês em dois corpos sobrepostos, enquanto no seu interior alberga a famosa "escadaria imperial" austríaca e também um conjunto de divisões do lado do jardim, inspiradas nos apartamentos semi-duplos dos castelos franceses.

Arquitectura palaciega
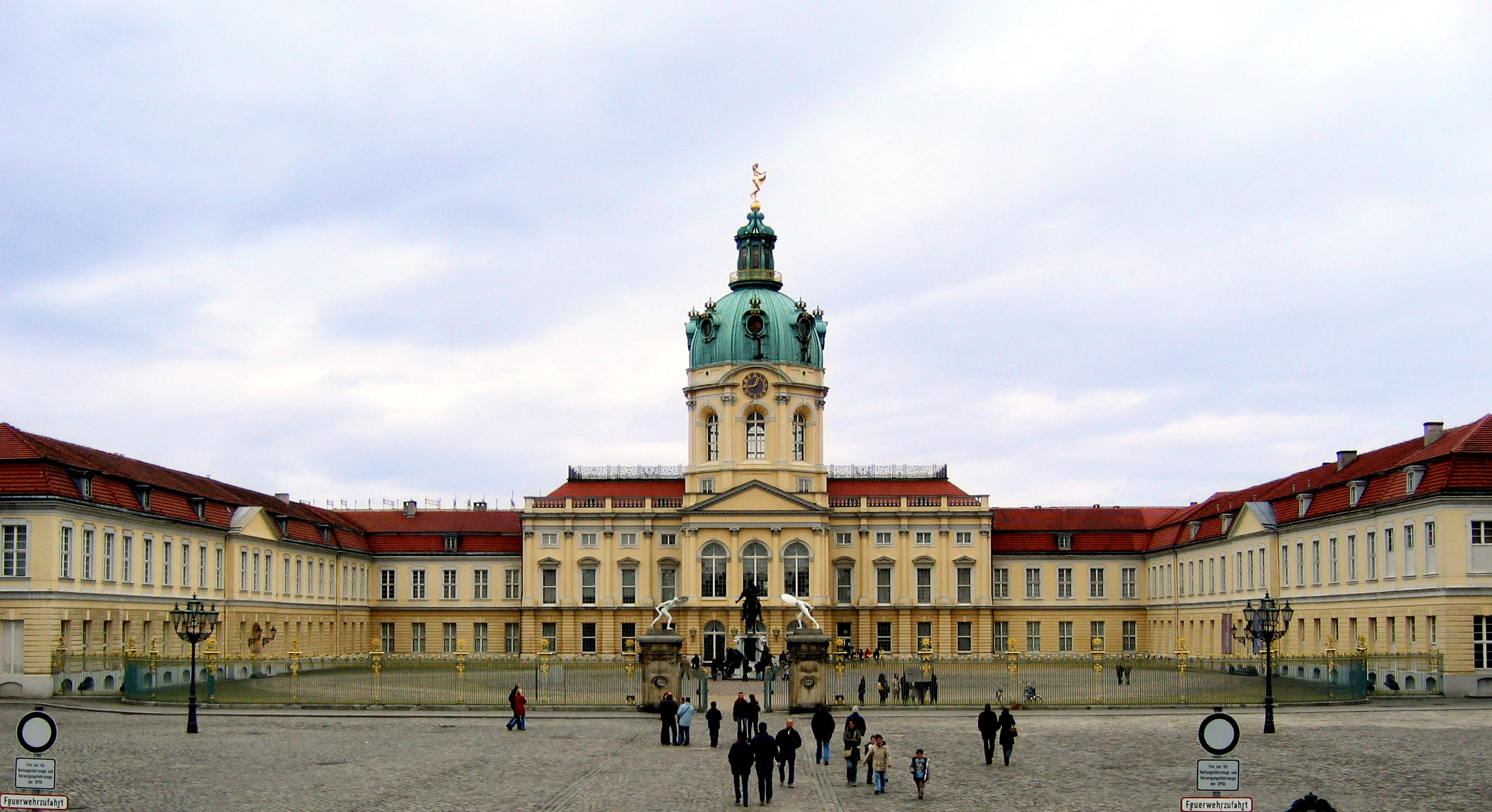
Schloss Charlottenburg, Berlin.
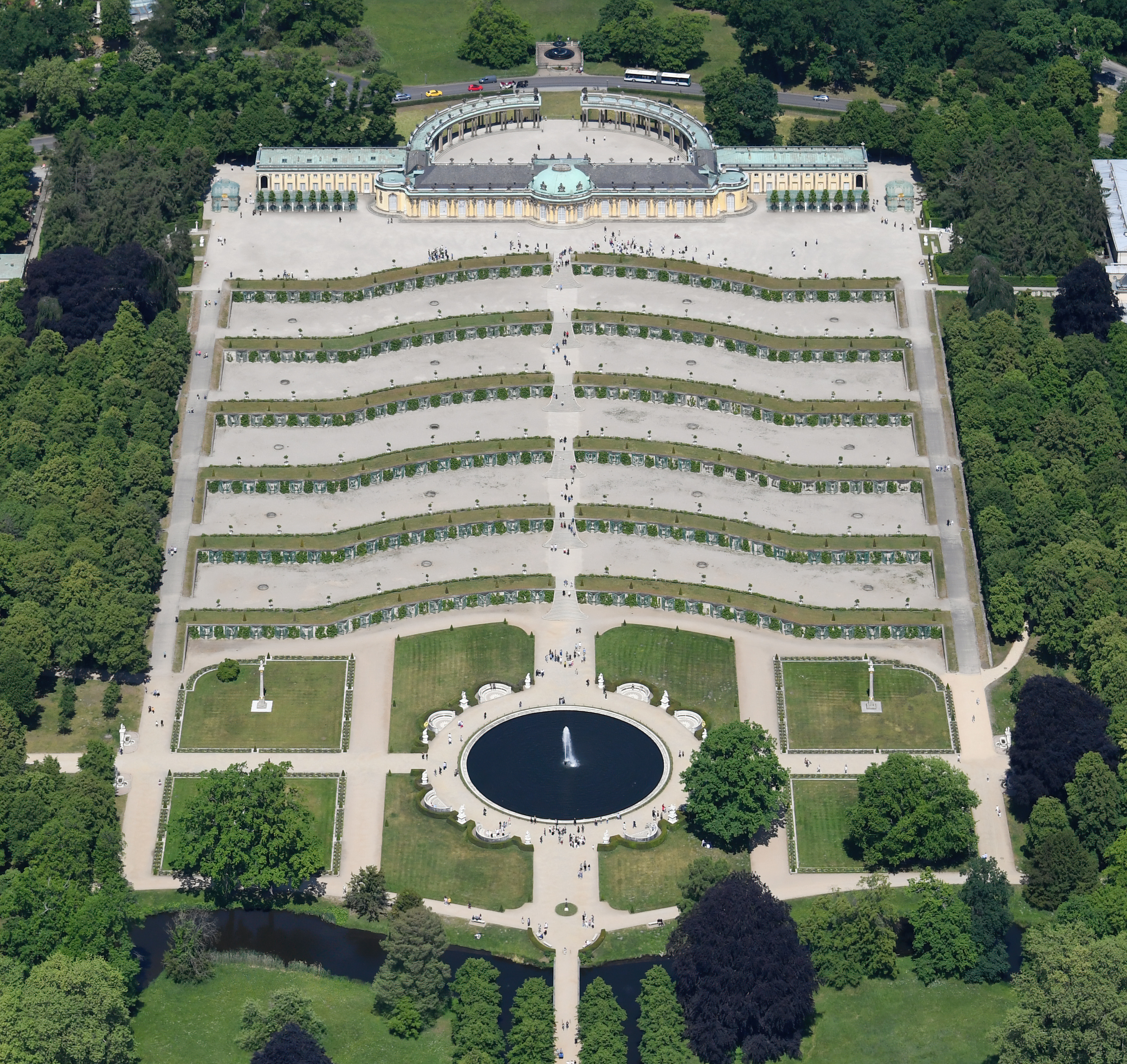
Vista aérea do Palácio de Sanssouci.
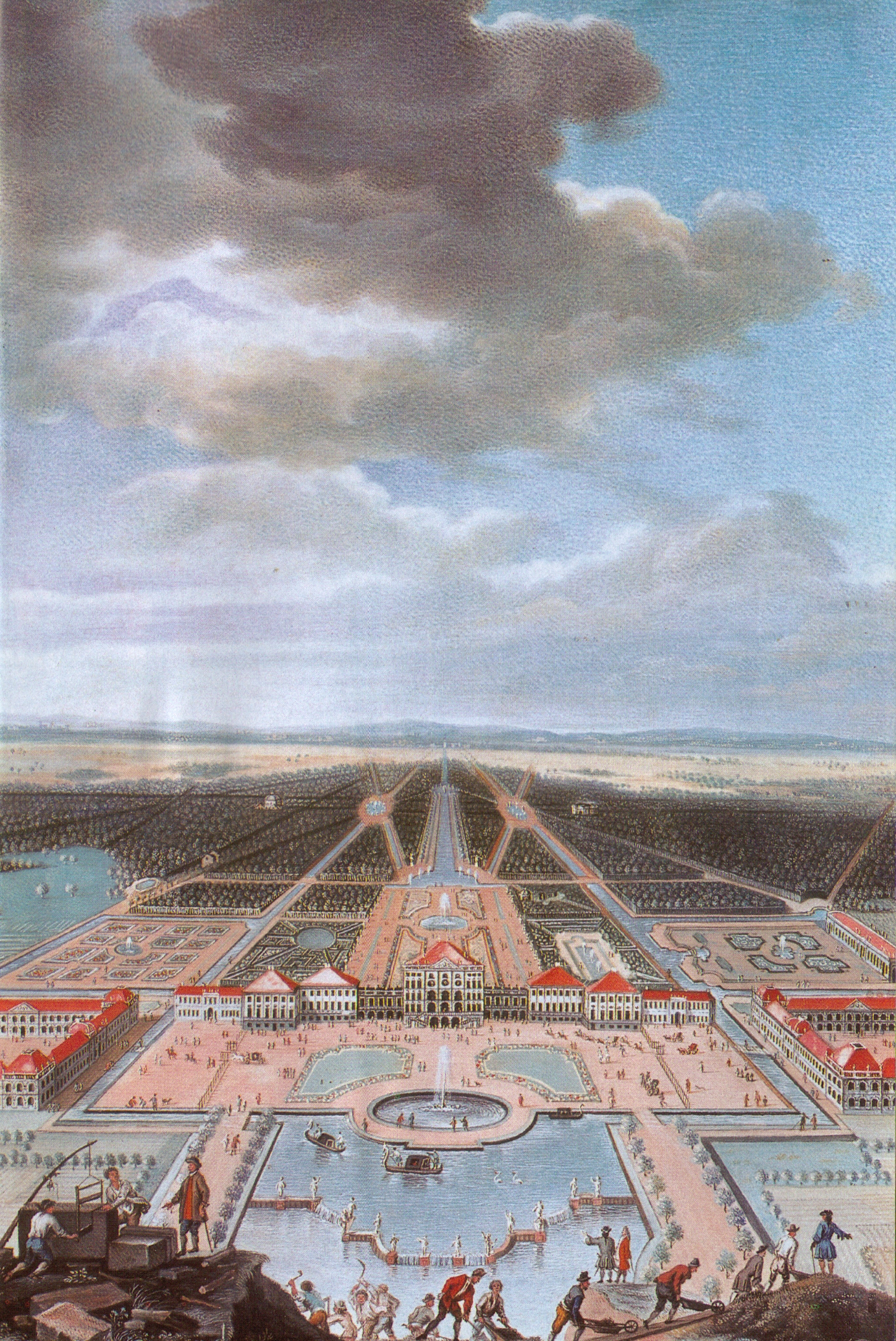
El Palácio de Nymphenburg numa pintura de Maximilian de Geer, 1730.
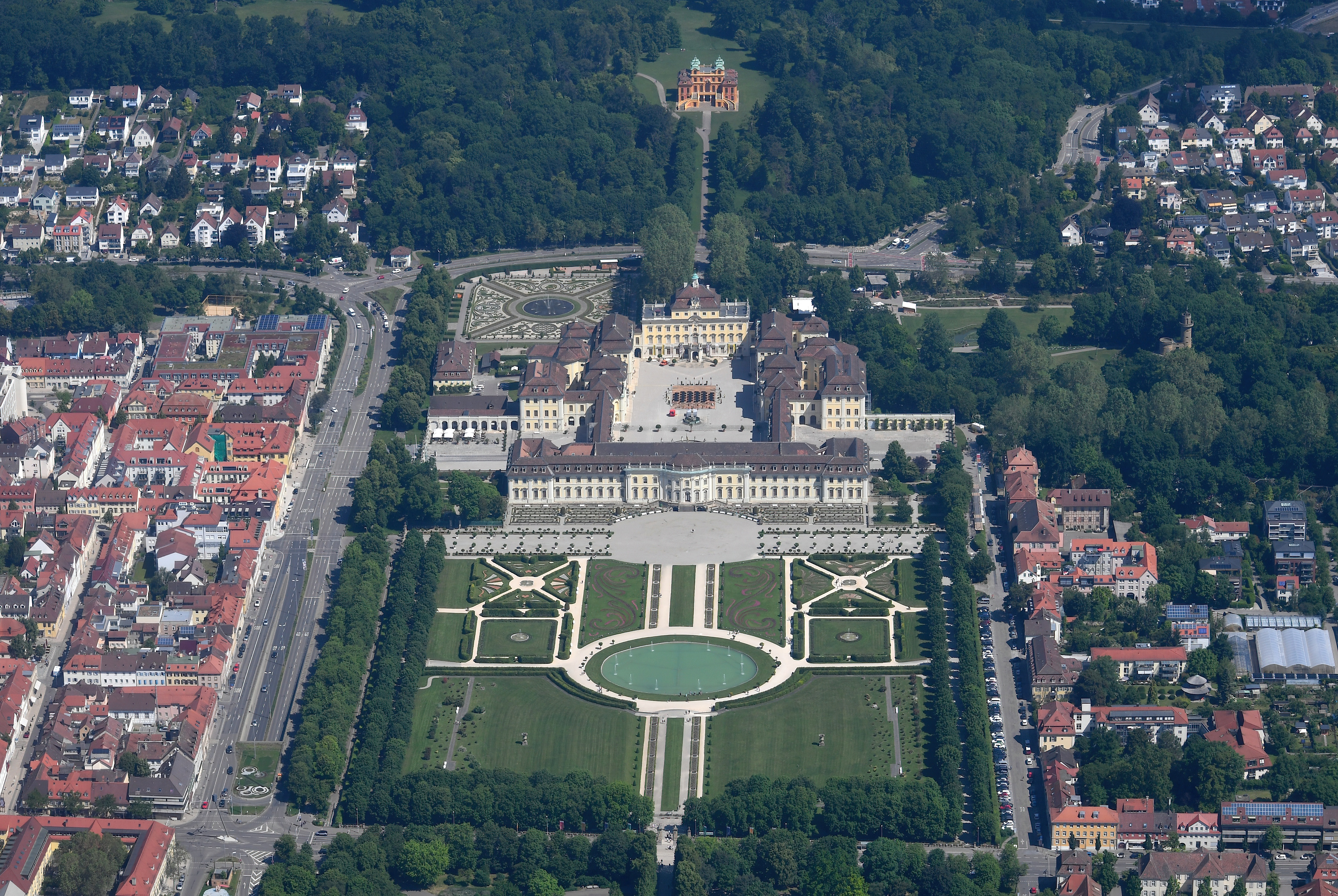
Vista aérea do Palácio de Ludwigsburg.
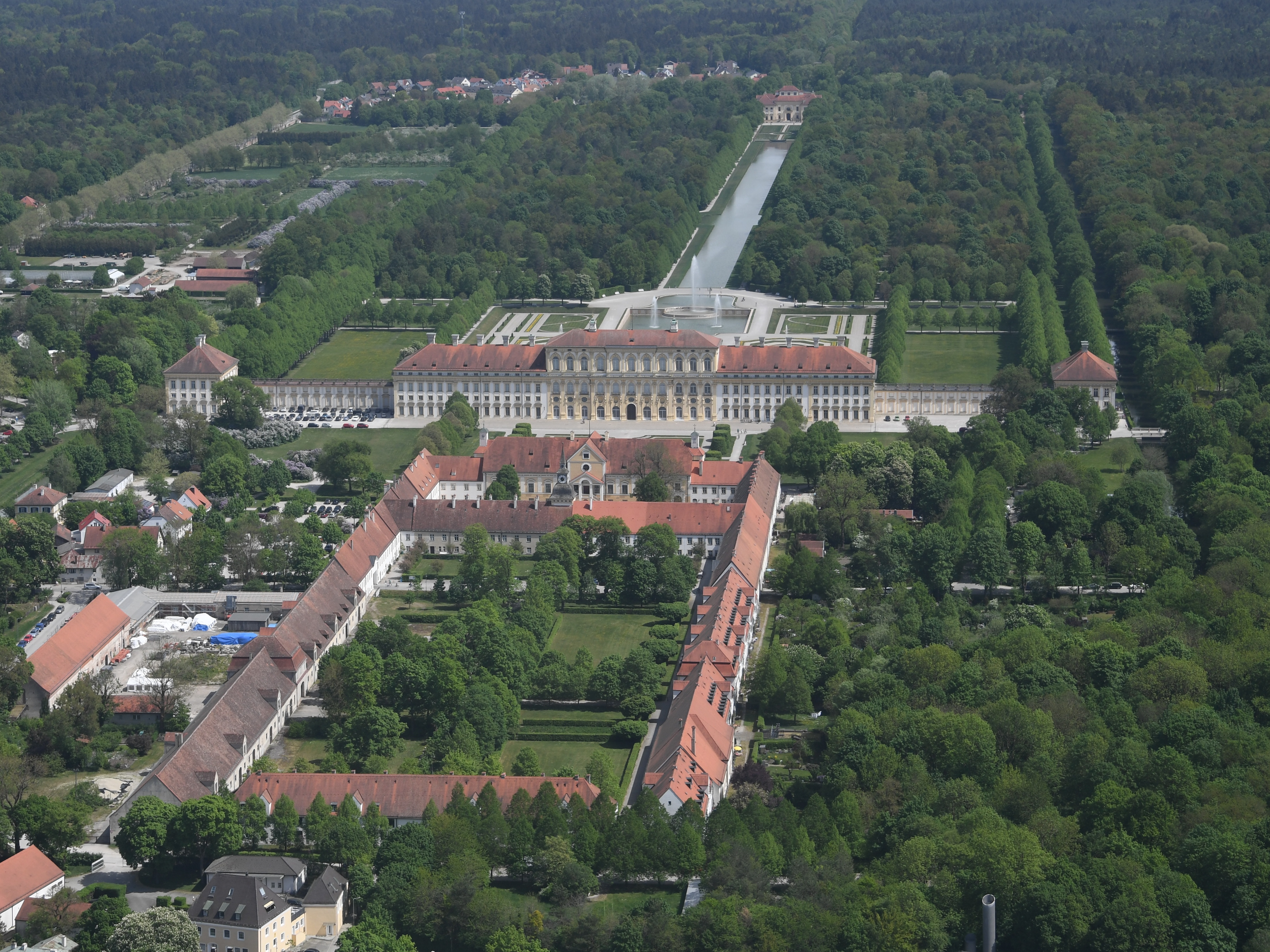
Vista aérea do Palácio de Schleissheim.

| “ | O orgulho de todos os príncipes do século XVIII era ter uma pequena Versalhes nos seus estados. Entre as grandes residências urbanas construídas no final do século XVII e início do século XVIII na Alemanha, destacam-se os magníficos edifícios dos príncipes eclesiásticos da Casa de Schönborn, cuja grandeza monumental é uma manifestação do orgulho pessoal dos seus construtores. | ” |

## Barroco Suíço
Identificado com a Contra-Reforma, o Barroco entrou na Suíça, após a expansão dos Jesuítas e dos Capuchinhos, através do Cantão dos Grisões (Graubünden, Grigioni), após a destruição devido à Guerra dos Trinta Anos, que para esta zona foi particularmente designada por Bundner Wirren ("Confusão das Ligas", 1618-1639). As características distintivas do estilo eram naves mais largas, formas ovais, domos bulbosos, elementos arquitetónicos fragmentados, uso dramático da luz, cores e ornamentação ricas, grandes frescos nos tetos, trompe l’oeil e uma fachada que incluía frequentemente uma projeção dramática. Em meados do final do século XVII, existiam várias famílias de mestres construtores de Roveredo, San Vittore (Suíça) e locais próximos em Grisões, que realizaram obras por toda a Europa.
Para aliviar as dificuldades das guerras, foram construídos vários asilos capuchinhos no cantão, antes de se espalharem para o resto da Suíça. Os artesãos locais e estrangeiros foram formados na construção de novas igrejas paroquiais, mosteiros, igrejas de peregrinação, capelas e Helgenstöckli em toda a área. Para além de edifícios religiosos, foram também construídas centenas de mansões urbanas e rurais, câmaras municipais, hospitais, celeiros e fortificações.
Como o uso da cor era uma das características do Barroco, foi incluída como parte integrante das construções, tanto interiores como exteriores, na decoração, nos frescos, nas esculturas e em todo o tipo de elementos, por artistas especializados. Os artistas locais e estrangeiros ativos na Suíça levaram a uma rápida expansão de ideias. Cada área a norte dos Alpes tinha famílias locais especializadas em ofícios artísticos, como pedreiros, escultores, estuquistas, entalhadores de madeira, etc. À medida que aprendiam o novo estilo, incorporavam a sua estética nas inúmeras novas igrejas. No início do século XVII, os artistas do Cantão de Ticino (Ticino, Tessin) começaram a viajar para Roma para aprender o estilo barroco de pintura. Alguns deles, como Giovanni Serodine de Ascona e Pier Francesco Mola de Coldrerio, permaneceram em Roma, enquanto outros regressaram ao Ticino. À medida que o estilo barroco se espalhava, era também incorporado pelos artistas a norte dos Alpes.
Exemplos notáveis incluem a Catedral de Arlesheim, a Igreja Jesuíta de Lucerna e as abadias de Pfäfers, Disentis, Rheinau, Saint Gall.